# 元朗區

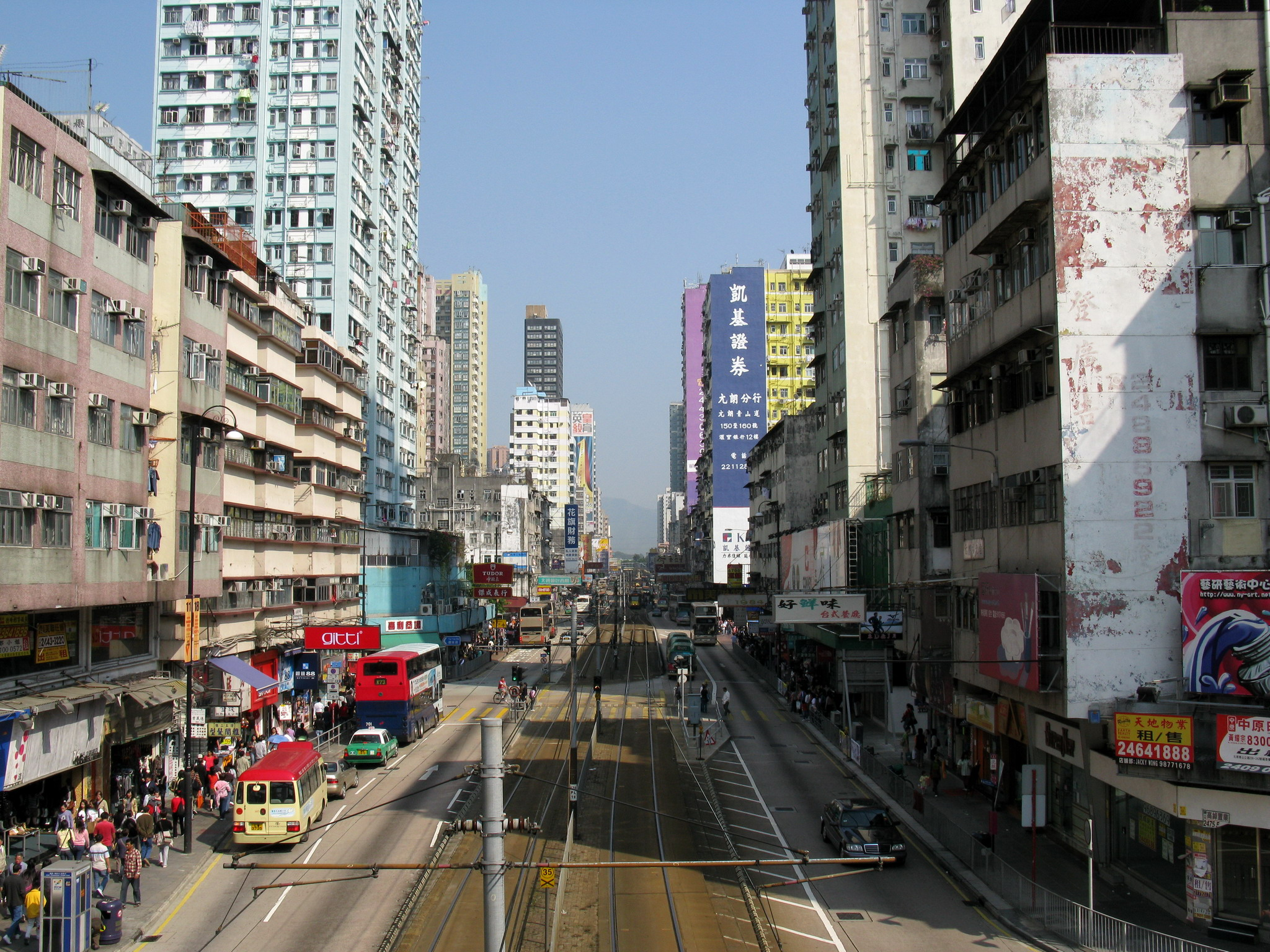
元朗區元朗市中心，圖為元朗大馬路

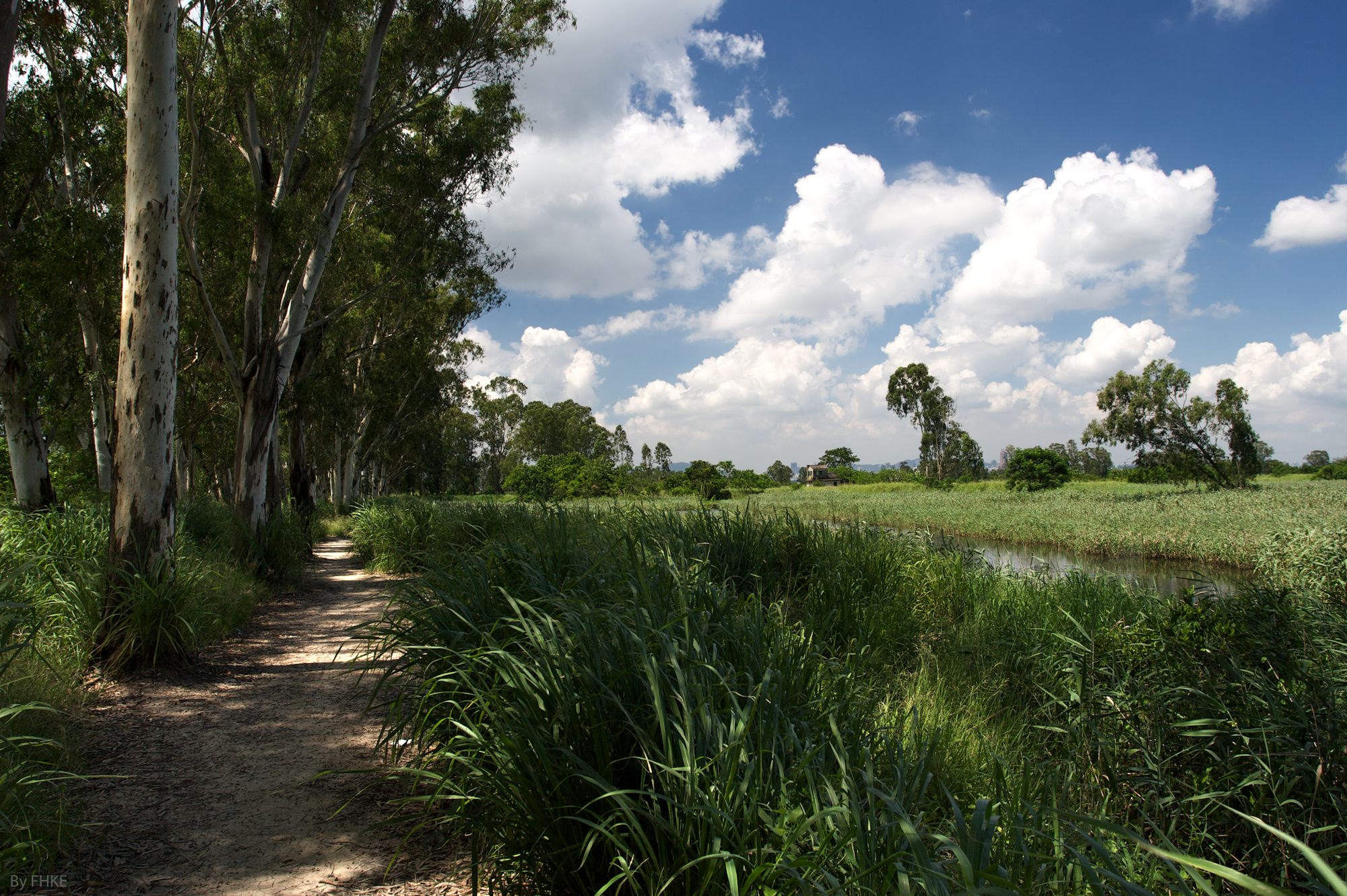
南生圍風景

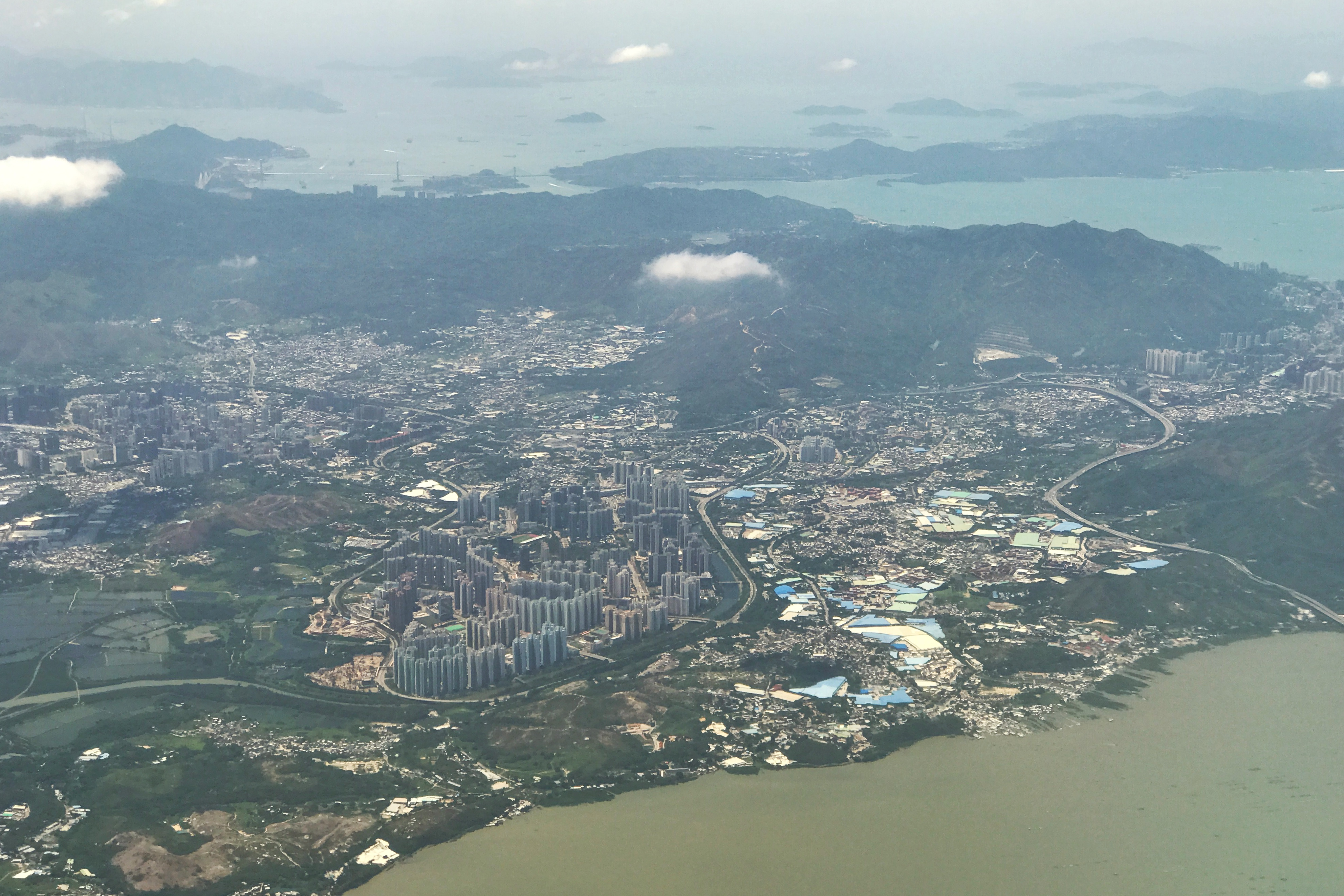
元朗區全貌（2018年）

元朗區（英語：Yuen Long District）位於香港新界西北面的地區，然而按照政府的定義上述的組合各屬同一個「新市鎮」，而元朗和天水圍是被明確列爲兩個獨立的「新市鎮」。，此外發展中的洪水橋新發展區也有大部份範圍位於本區。元朗區屬香港兩個陸地與中國廣東省深圳市隔河的區之一，另外一個為北區。

## 地理

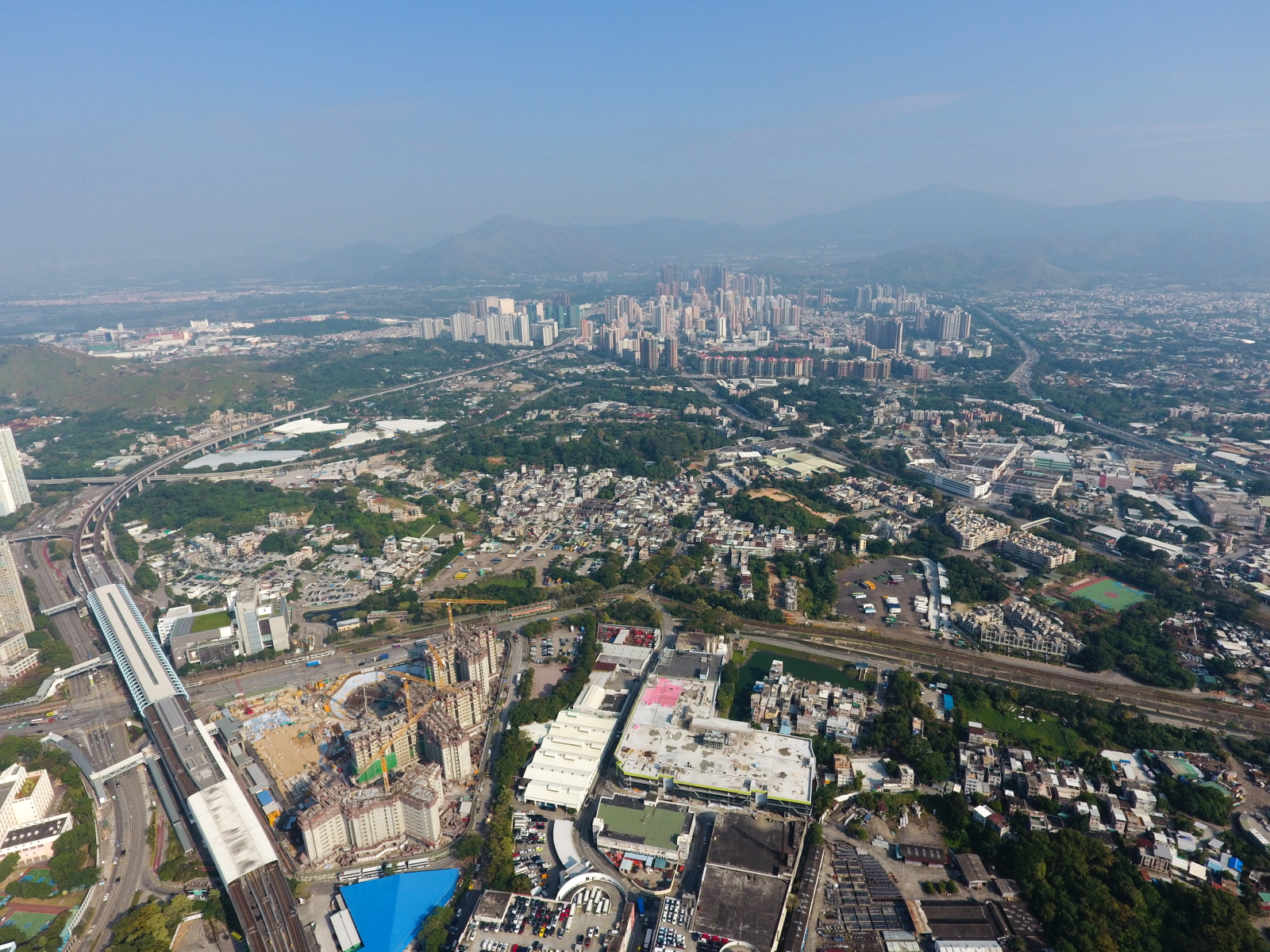
屏山鄉的空照图（2016年）

元朗區由厦村鄉（包括洪水橋、白泥、流浮山等地）、屏山鄉（包括元朗市中心西部、橫洲、天水圍、尖鼻咀等地）、十八鄉（包括元朗市中心東部及南部、凹頭、大棠等地）、錦田鄉、八鄉（包括石崗等地）及新田鄉（包括落馬洲、米埔等地）所組成，是為元朗六鄉。元朗區東北至落馬洲 、洲頭，與北區的馬草壟相鄰，西南至洪水橋，與屯門區的藍地相接。
據2021年統計資料，元朗人口有668,080人；面積約138.56平方公里，是九龍的三倍，香港島的1.8倍，是香港第三大行政區，僅次於離島區及大埔區。
元朗為一沖積平原，也是香港唯一一個平原，大約形成於唐、宋年間。元朗平原水土肥沃，過去盛產稻米，元朗絲苗曾是1950年代在華南一帶的著名米食，可與增城絲苗競爭。居民沿岸建立基圍，養殖水產，包括：基圍蝦、淡水魚等，元朗出產的老婆餅及月餅也是馳名海外。
由於元朗北部與深圳只是相隔著深圳河，因此在深圳河下游至河口一帶的元朗區東北邊緣（主要包括米埔和落馬洲）是屬於香港邊境禁區，需要向香港警務處申請禁區紙才可以進入。在禁區內的落馬洲更是香港連接深圳的一個口岸——福田口岸的所在地。

## 氣候
香港天文台在元朗公園、香港濕地公園和流浮山設立自動氣象站，但只有流浮山的數據同時公開月數據、年數據。
| 流浮山 (1986年至2017年)  | 流浮山 (1986年至2017年) | 流浮山 (1986年至2017年) | 流浮山 (1986年至2017年) | 流浮山 (1986年至2017年) | 流浮山 (1986年至2017年) | 流浮山 (1986年至2017年) | 流浮山 (1986年至2017年) | 流浮山 (1986年至2017年) | 流浮山 (1986年至2017年) | 流浮山 (1986年至2017年) | 流浮山 (1986年至2017年) | 流浮山 (1986年至2017年) | 流浮山 (1986年至2017年) |
| 月份                     | 1月                     | 2月                     | 3月                     | 4月                     | 5月                     | 6月                     | 7月                     | 8月                     | 9月                     | 10月                    | 11月                    | 12月                    | 全年                    |
| ------------------------ | ----------------------- | ----------------------- | ----------------------- | ----------------------- | ----------------------- | ----------------------- | ----------------------- | ----------------------- | ----------------------- | ----------------------- | ----------------------- | ----------------------- | ----------------------- |
| 历史最高温 °C（°F）      | 29.0 (84.2)             | 31.7 (89.1)             | 31.6 (88.9)             | 33.2 (91.8)             | 35.9 (96.6)             | 36.8 (98.2)             | 37.0 (98.6)             | 37.4 (99.3)             | 35.9 (96.6)             | 34.4 (93.9)             | 32.9 (91.2)             | 29.6 (85.3)             | 37.4 (99.3)             |
| 平均高温 °C（°F）        | 19.1 (66.4)             | 20.0 (68.0)             | 22.8 (73.0)             | 26.4 (79.5)             | 29.4 (84.9)             | 31.1 (88.0)             | 31.8 (89.2)             | 31.6 (88.9)             | 30.8 (87.4)             | 28.7 (83.7)             | 25.0 (77.0)             | 20.7 (69.3)             | 26.5 (79.7)             |
| 日均气温 °C（°F）        | 15.3 (59.5)             | 16.3 (61.3)             | 19.1 (66.4)             | 22.8 (73.0)             | 25.9 (78.6)             | 27.8 (82.0)             | 28.4 (83.1)             | 28.2 (82.8)             | 27.3 (81.1)             | 24.9 (76.8)             | 21.1 (70.0)             | 16.9 (62.4)             | 22.8 (73.0)             |
| 平均低温 °C（°F）        | 12.3 (54.1)             | 13.6 (56.5)             | 16.3 (61.3)             | 20.1 (68.2)             | 23.3 (73.9)             | 25.4 (77.7)             | 25.9 (78.6)             | 25.7 (78.3)             | 24.7 (76.5)             | 22.1 (71.8)             | 18.1 (64.6)             | 13.8 (56.8)             | 20.1 (68.2)             |
| 历史最低温 °C（°F）      | 1.7 (35.1)              | 3.5 (38.3)              | 3.2 (37.8)              | 8.8 (47.8)              | 15.8 (60.4)             | 19.5 (67.1)             | 20.5 (68.9)             | 22.2 (72.0)             | 17.5 (63.5)             | 13.4 (56.1)             | 5.4 (41.7)              | 2.6 (36.7)              | 1.7 (35.1)              |
| 平均降雨量 mm（）        | 29.5 (1.16)             | 35.4 (1.39)             | 57.3 (2.26)             | 126.5 (4.98)            | 209.7 (8.26)            | 286.9 (11.30)           | 247.2 (9.73)            | 257.5 (10.14)           | 159.2 (6.27)            | 47.8 (1.88)             | 39.4 (1.55)             | 32.1 (1.26)             | 1,528.5 (60.18)         |
| 平均降雨天数（≥ 0.5 mm） | 4.5                     | 6.7                     | 7.9                     | 9.6                     | 12.1                    | 15.4                    | 15.1                    | 14.5                    | 11.0                    | 4.2                     | 4.3                     | 4.4                     | 109.7                   |
| 平均相對濕度（％）       | 73                      | 77                      | 79                      | 82                      | 82                      | 83                      | 82                      | 83                      | 79                      | 72                      | 72                      | 69                      | 77                      |
| 来源：香港天文台         |                         |                         |                         |                         |                         |                         |                         |                         |                         |                         |                         |                         |                         |

## 歷史

### 始創時期

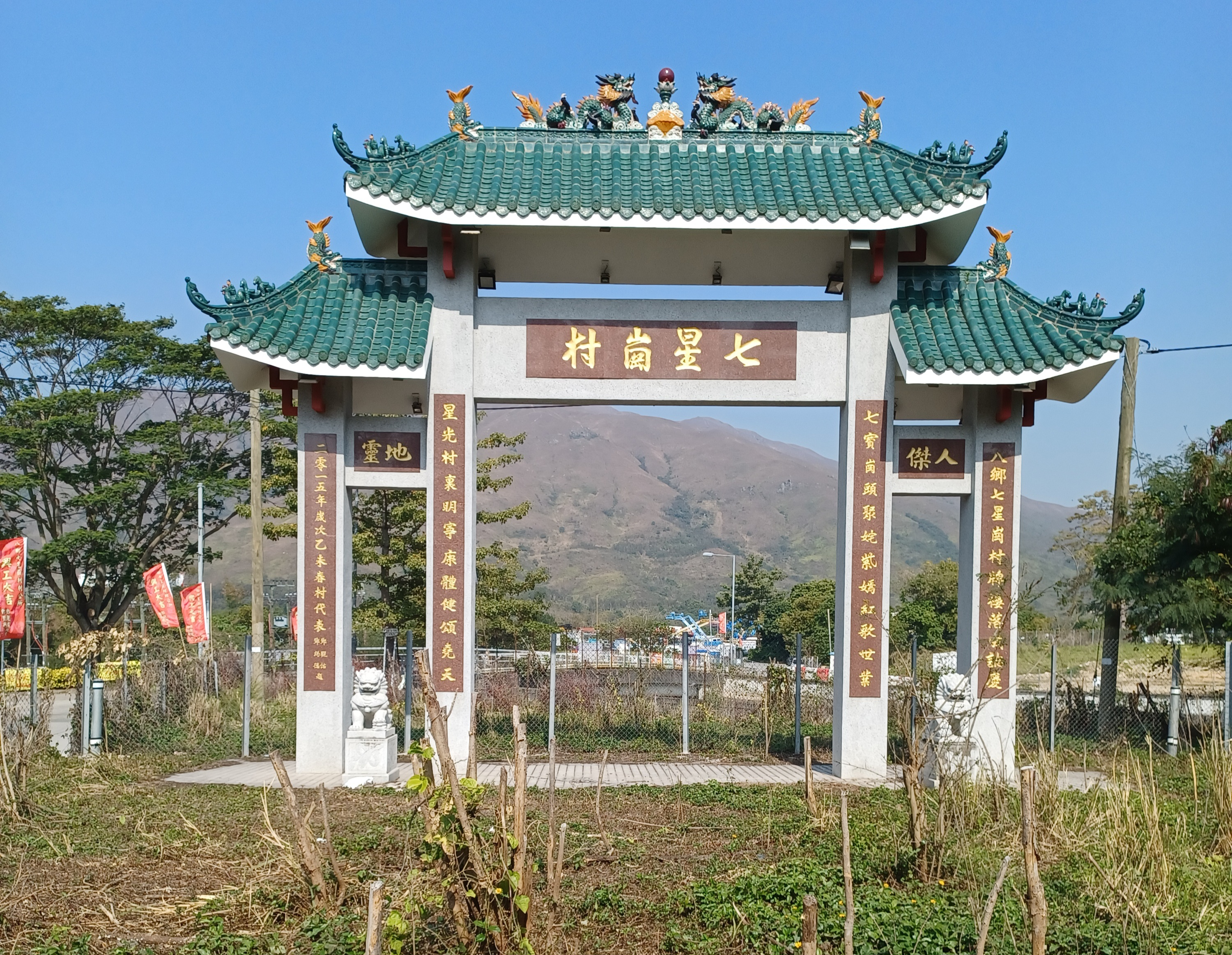
七星崗村牌坊

根據香港考古學會的資料，元朗區內的七星崗在3500年前（相當於中原地區的商代）已經有居民，此外在石崗機場曾出土過唐代骨灰鐔。
宋明時期新界五大氏族原籍江西的鄧氏及文氏先後遷入元朗的錦田、屏山、厦村及新田等地。他們各自在聚居地大興土木，並留下不少祠堂、寺廟及書院等遺跡。現時元朗區是最多法定古蹟的其中一區。
清代以前已建立大橋墩墟，位於元朗河口西岸。康熙八年，朝廷放寬遷海令，原居民遷回之餘，錦田進士鄧文蔚獲封地設墟；遂將原來的大橋墩墟，遷到西邊圍與南邊圍之間的地方，今稱元朗舊墟。存於廟內，刻於1856年（清代咸豐六年）的「重修天后古廟碑」中亦清楚紀錄：「清康熙八年（即1669年）大橋墩市場改遷元朗（即元朗舊墟）」，元朗舊墟之擁有者（稱爲「墟主」）是錦田泰康村鄧氏家族。《新安縣志》記載圓朗墟。
另外古時疍家在稱為「大樹」的地方建成一小廟，以祭祀天后，後來演變成今天十八鄉大旗嶺的大樹下天后廟。由於在該廟居於一棵方圓數百尺、濃蔭蔽日的大樹之下，因而得名。大樹下天后廟曾在清朝咸豐、光緒年間和1962年颱風溫黛襲港後各大修一次。

### 英治時期
由於清政府與英國簽訂展拓香港界址專條，元朗於1898年納入殖民地管治。當時政府最初期的建設包括屏山警署，及經過元朗的青山公路－元朗段。20世紀初期，隨著元朗日漸發展，元朗舊墟地方已不敷應用，所以元朗新墟於1915年建成。自新墟建成後，舊墟也慢慢衰落。今日舊墟的長盛街仍保存不少古建築物，被稱為「滿清一條街」。
1948年政府於元朗設立新界第三所理民府，管理北約理民府（位於大埔）新界西改由元朗理民府管理。1978年政府在青山公路－元朗段一帶發展元朗新市鎮，並興建所需的公共設施。1981年成立元朗區議會，正式確立元朗區的範圍。另一個新市鎮，天水圍新市鎮，則在1980年代末開始發展，使元朗區成為唯一一個有超過一個新市鎮的地方行政區（馬鞍山是沙田新市鎮的擴展部份）。

### 主權移交後
2004年，紀念新田文氏先伯祖的文天祥紀念公園落成，並對外開放。
2019年7月21日晚上，元朗發生無差別襲擊事件，引起國際關注。

### 區內名人
- 鄧達智： 香港時裝設計師，屏山鄧氏後人
- 文伙泰： 香港著名“皇巴士大王”，新田文氏後人
- 張家豪： 香港《蘋果日報》男記者
- 麥業成： 香港元朗區議會鳳翔區議員

## 行政區劃

### 民政事務專員
現任元朗區民政事務專員為胡天祐先生，於2021年4月29日接替袁嘉諾出任該區專員。

#### 歷任元朗民政事務專員
- 陳明鉅(任期：1997年-1998年10月18日)
- 鄧智良(任期：1998年10月19日-2004年7月31日)
- 陳欽勉(任期：2004年8月2日-2008年10月5日)
- 楊德強(任期：2008年10月6日-2013年1月8日)
- 麥震宇(任期：2013年1月9日-2017年12月12日)
- 袁嘉諾(任期：2017年12月13日至2021年4月28日)
- 胡天祐(任期：2021年4月29日至今)

### 區議會
元朗區議會負責就該區的社區設施、衞生環境、運輸及交通、房屋政策及居住環境改善等事宜，向政府反映意見。第六屆元朗區議會有39名民選議員及6位當然議員，現時元朗區議會主席是沈豪傑先生，副主席是鄧賀年先生。
元朗區議會是香港十八個區議會之一，負責協助處理元朗區的事務，共有45名議員，本屆元朗區議會也是香港歷史上第一個及目前為止唯一一個所有現任區議員均為建制派的區議會，目前在任的10名議員全數為建制派人士。
於1981年成立的元朗區議會，成員由第一屆的29人，增至現時的45人，包括39位民選議員，和6位當然議員（區內各鄉事委員會主席），主席與副主席皆由區議員互選產生，現時元朗區議會轄下設有八個委員會：即
1. 地區設施管理委員會
2. 文、藝、康、體、福利、教育及治安委員會
3. 財務及行政委員會
4. 環境、氣候變化及漁農業委員會
5. 房屋及城鄉規劃和發展委員會
6. 交通及運輸委員會
7. 醫療健康及食物安全委員會
8. 本土旅遊、經濟及工商業委員會

就區內環境改善、交通建設、城鄉規劃、社會服務、本土文化傳承及推廣等事宜，向當局反映市民的意見和關注，擔任政府和市民的溝通橋樑

### 分區委員會
分區委員會始於1972年，主要目的是推動市民參與「清潔香港運動」及「撲滅暴力罪行運動」。時至今日，分區委員會成為各社區與民政事務處之間的橋樑，由民政事務總署署長委任的委員來自社會各階層。而規模則為每8至10萬居民及流動人口（包括工人、購物人士、遊客等）有一個分區委員會。據一份2005年發出的分區委員會委員資料綜合表所指出，元朗區共有三個分區委員會，是「天水圍南」、「天水圍北」及「元朗市」，覆蓋新市鎮範圍，而鄉郊一帶則沿用鄉事委員會諮詢制度。

### 統計資料
近年元朗區發展迅速，人口急劇增長，人口的年齡中位數為全港18區中最年輕的地方。不過近年區內有不少新來港人士及少數族裔居住，已取代傳統罪案較嚴重的油尖旺區，成為全港罪案最多地區，貧窮率因而上升，《2015年香港貧窮情況報告》分析該區貧窮率為16%。
根據2016年的中期人口統計結果，元朗區的人口資料如下：
| 人口特徵 - 人口： 614,178人 - 佔全香港人口比 例：8.37% - 人口密度（每平方公里內的人口數目）： 人 - 15歲以下： 12.0% - 15至24歲： 11.5% - 25至44歲： 31.1% - 45歲至64歲： 30.3% - 大於65歲﹕ 15.1% - 年齡中位數： 42.1歲 教育 - 具專上教育程度比例： 24.1% 勞動人口特徵 - 勞動人口： 320,445 - 勞動人口參與率 - 男性： 68.3% - 女性： 51.7% - 合計： 59.3% - 工作人口每月主業收入中位數： 14,500港元 | 住戶特徵 - 家庭住戶數目： 207,336戶 - 家庭住戶 平均人數： 2.9人 - 家庭住戶每月收入中位 數： 23,000港元 房屋特徵 - 有家庭住戶居住的屋宇單位數目： 207,083 個 - 每個屋宇單位的平均家庭住戶數目： 1.001 戶 - 自置居所住戶在家庭住戶總數目中所佔的比例： 48.7% - 家庭住戶每月按揭供款及借貸還款中位數： 7,500 港元 - 按揭供款及借貸還款與收入比率中位數： 18.2% - 家庭住戶每月租金中位數： 1,750 港元 - 租金與收入比率中位數： 11.3% |

## 社區環境
元朗區的不同地方有不同的社區環境。
元朗市中心是元朗新市鎮和元朗區的核心及商業中心，於1960年代已開始發展，住宅、商業樓宇混集，住宅樓宇以樓齡較高的大廈及唐樓為主。新市鎮外圍的地區則有社區設施、公共屋邨及較多中低密度的樓宇。工業區位於新市鎮的北面，距離市中心比較遠。
天水圍新市鎮的樓宇幾乎全屬住宅，除沒有工業區外，商業用地也十分少，主要是住宅區中的商場及2間酒店。住宅主要是公共屋邨、居屋屋苑及大型私人屋苑嘉湖山莊、慧景軒和柏慧豪園等由長江實業地產有限公司發展項目，樓宇一般樓齡不高。中央的天水圍公園及西面的河道為大部分住宅提供寧靜優美的環境。
后海灣沿岸一帶（流浮山、米埔）寧靜舒適，岸邊有一堆堆的蠔殼，海上有漁民出海捕魚，米埔更是觀賞候鳥的場地。其他鄉郊地方則到處都是青山綠草，十分接近大自然。

### 公共屋邨
元朗區最早興建的公共屋邨為元朗邨，位於大橋街市附近，但已經拆卸。之後香港政府規劃元朗新市鎮後建成的水邊圍邨與朗屏邨。
為配合天水圍新市鎮的發展，首個位於天水圍的公共屋邨天耀邨，於1992年落成；第二個公共屋邨為天瑞邨，於1993年落成。但1998年開發時天水圍北部，適逢特區政府實行八萬五建屋計劃，天水圍北成為供應大量樓房的重要地段。按照當時規劃，俊宏軒、天逸邨、天恆邨本規劃作居屋用途，卻因八萬五政策失衡後停售居屋，原有單位改變為公屋用途，故此位於天水圍北的公屋也特別多。
朗邊中轉房屋曾是元朗區唯一的中轉房屋，位於元朗新市鎮以西，近屏山，鄰近朗天路，在元朗市中心的邊緣，已於2016年開始封閉準備清拆，2017年完成拆卸。

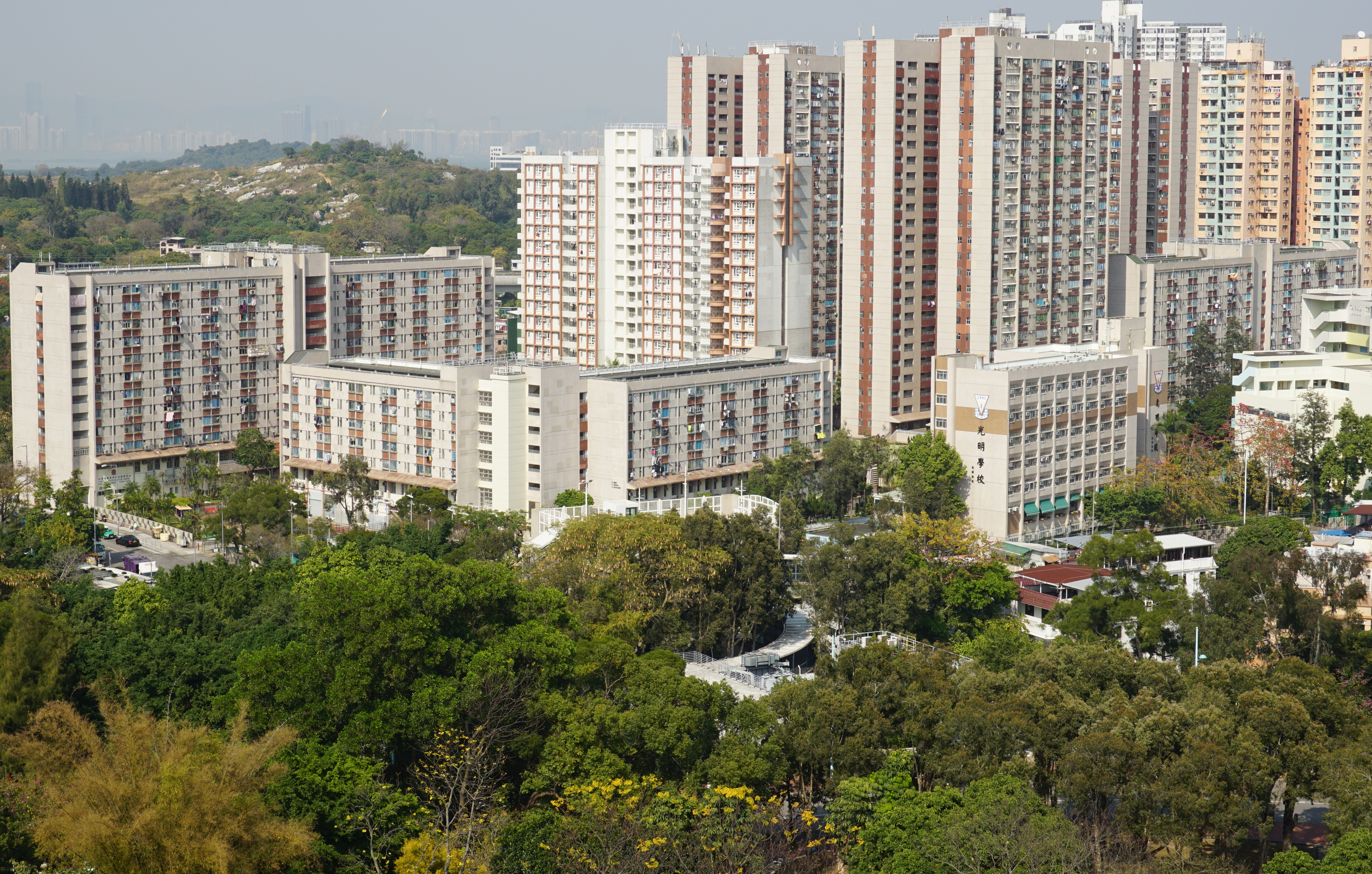
水邊圍邨
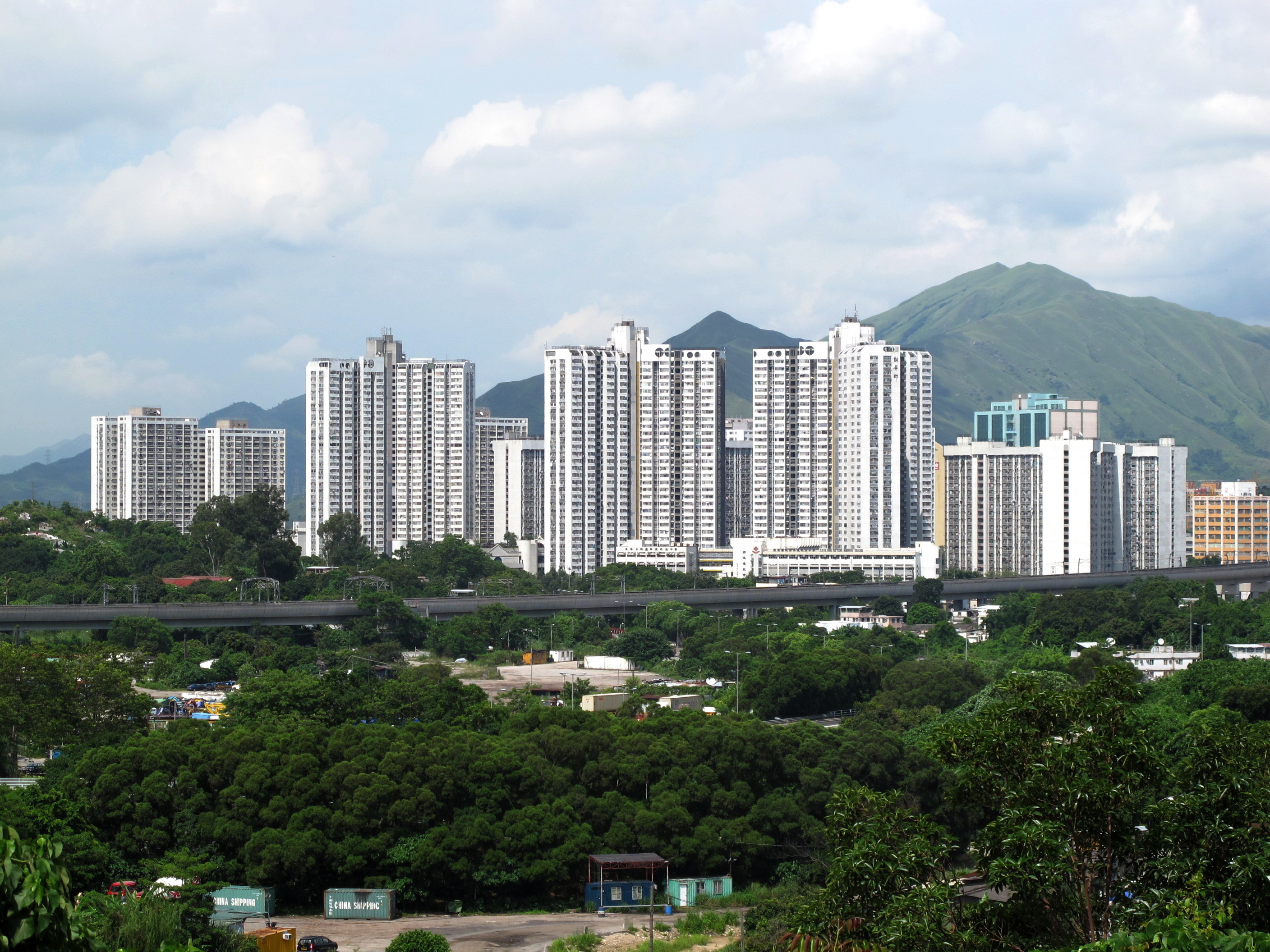
朗屏邨
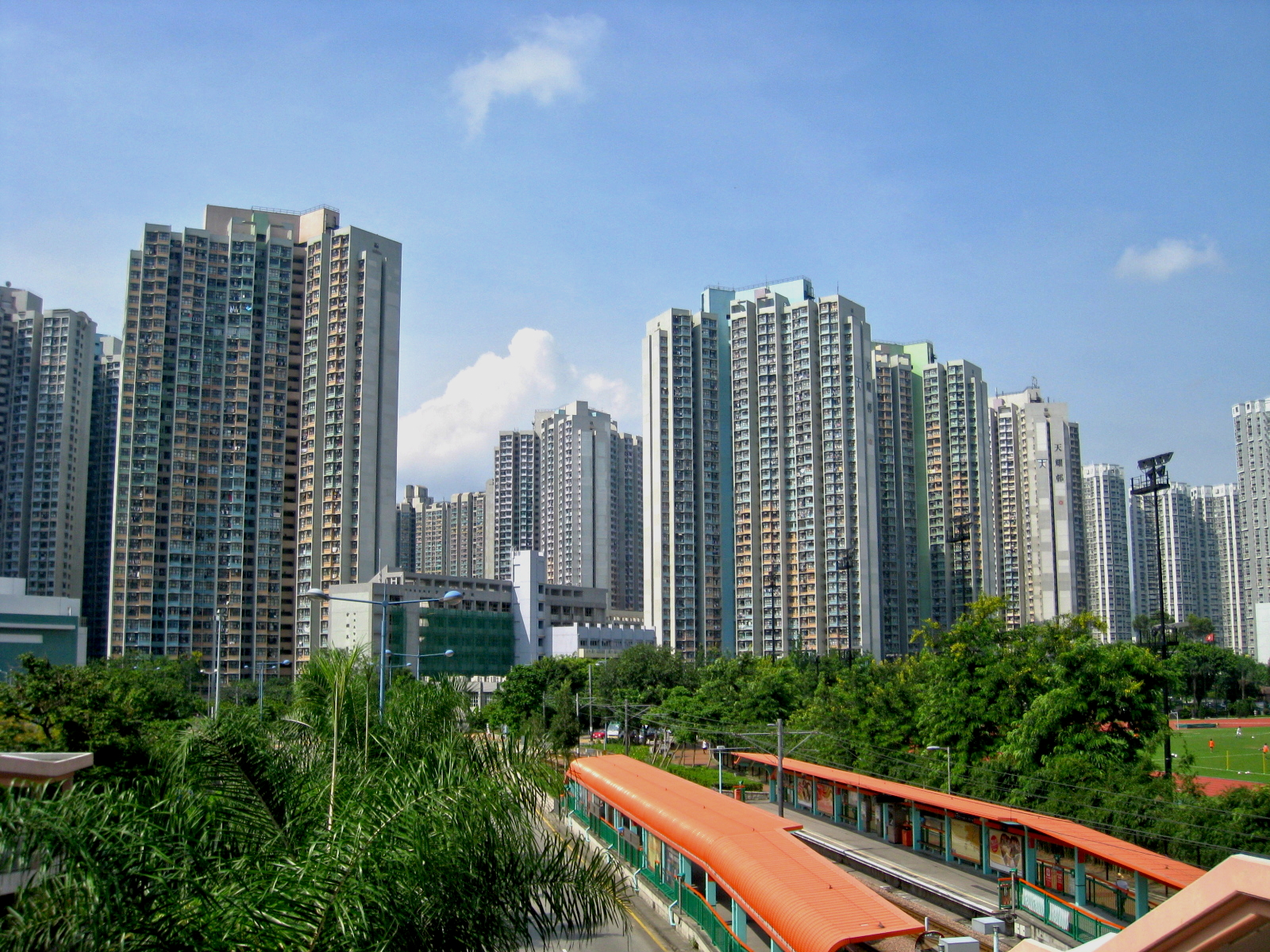
天耀邨
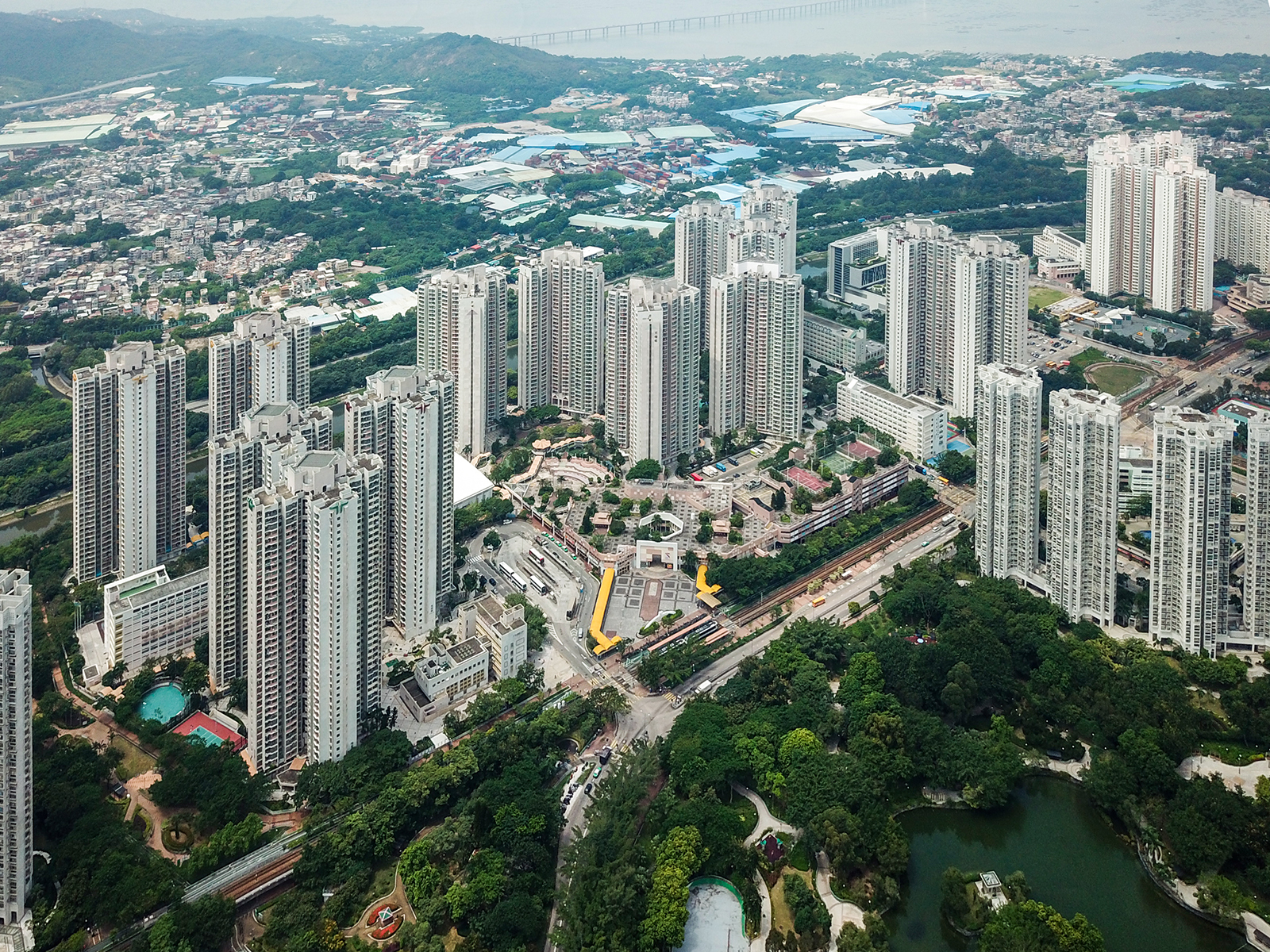
天瑞邨
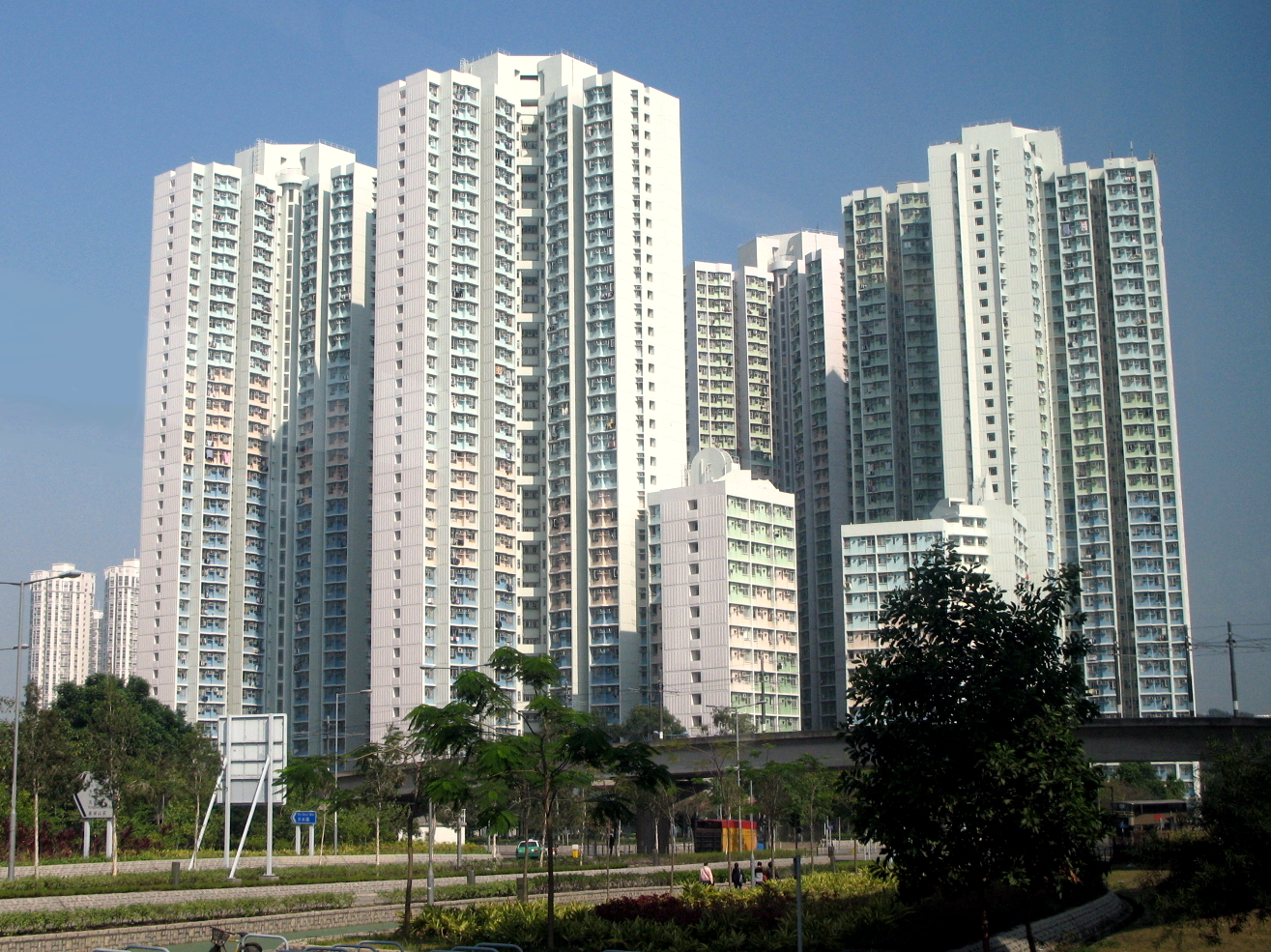
天慈邨
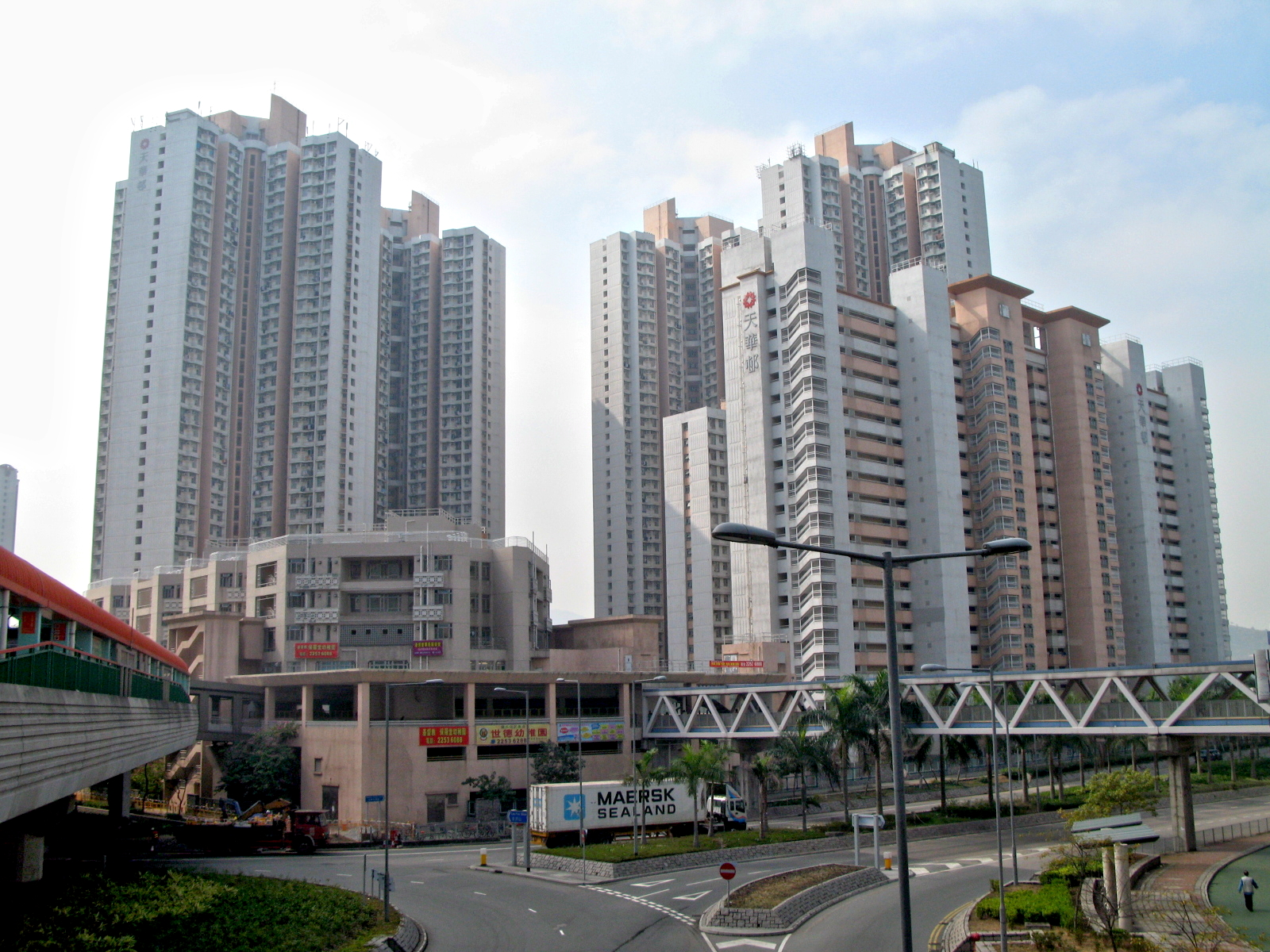
天華邨
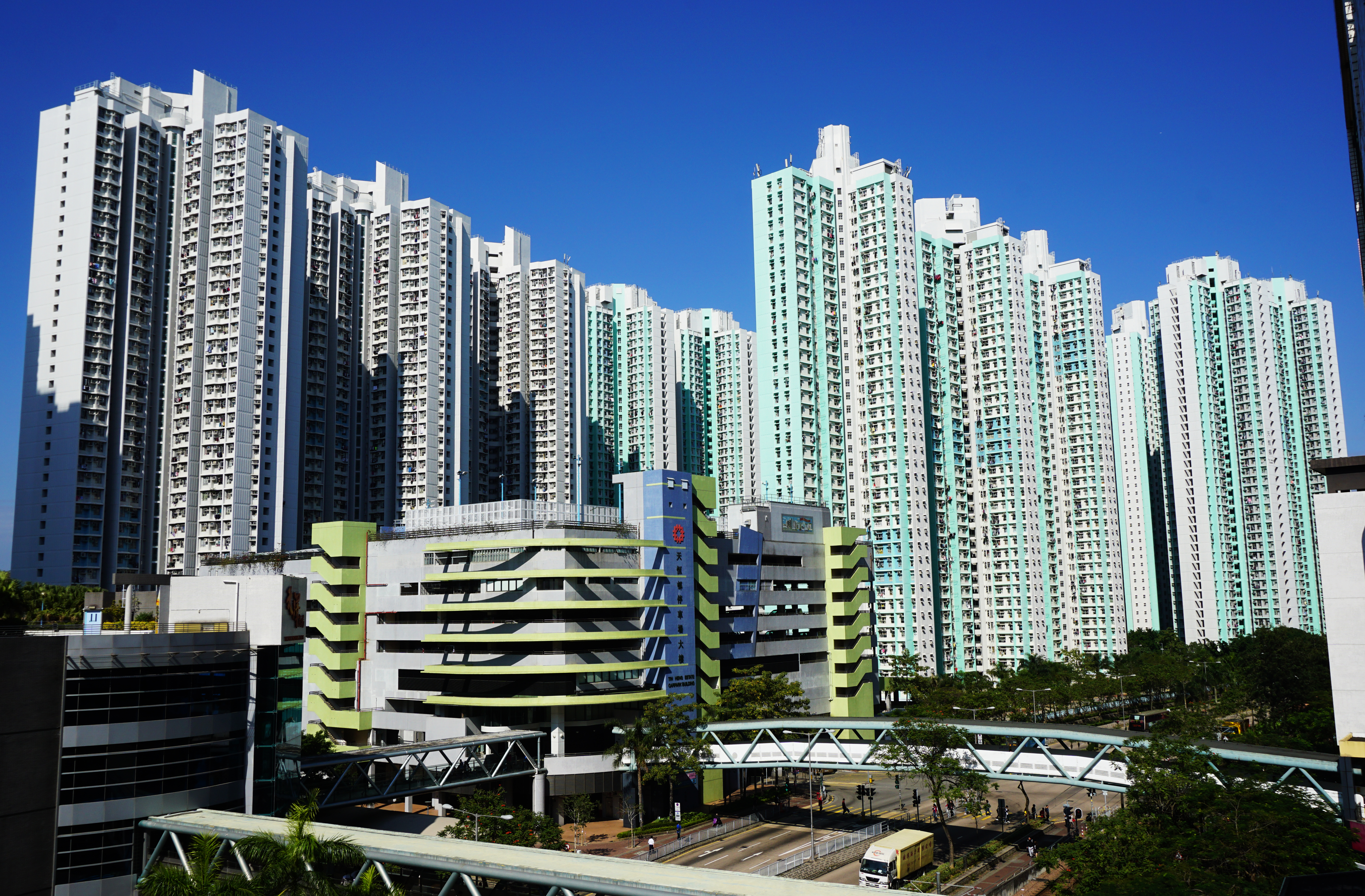
天恆邨
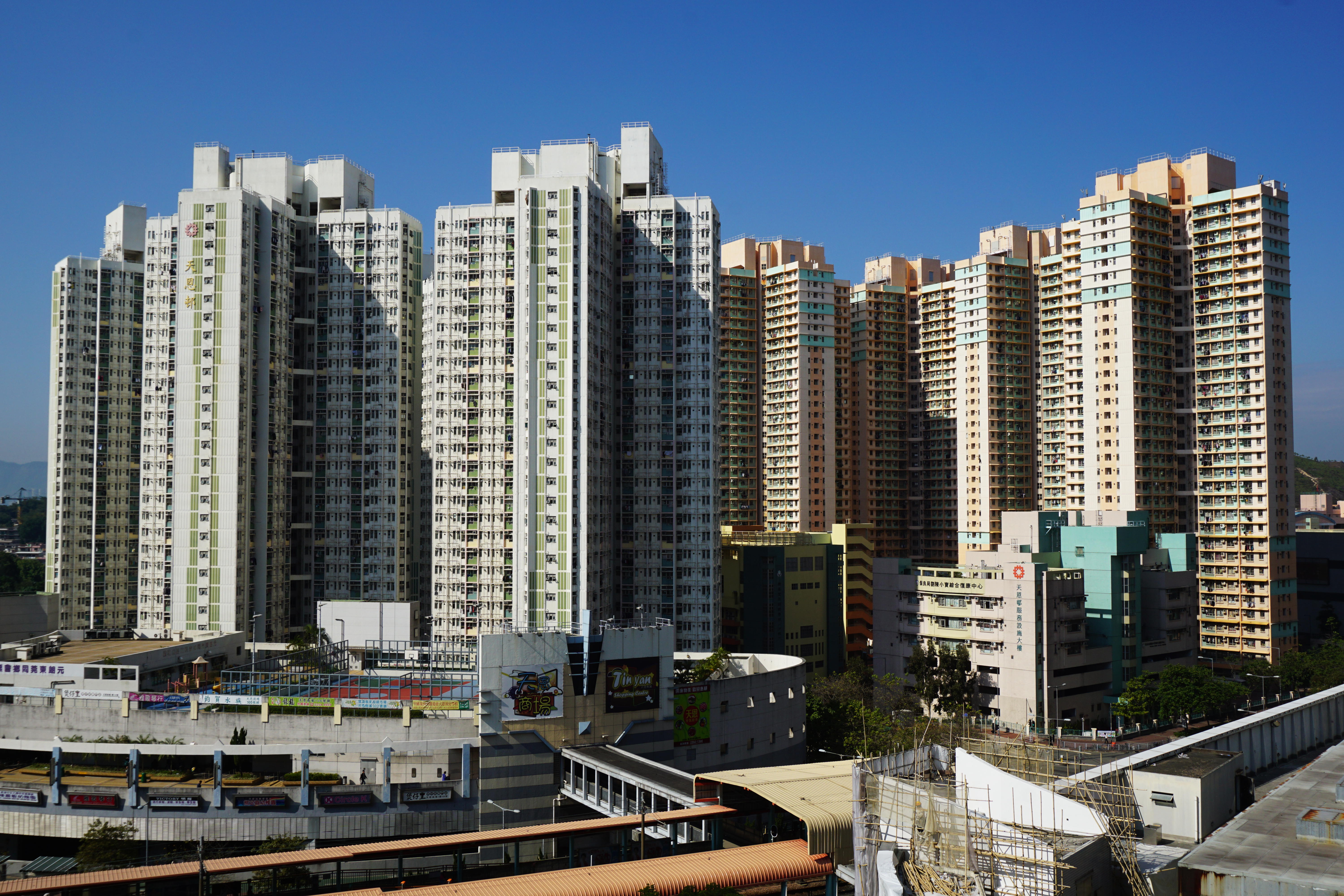
天恩邨
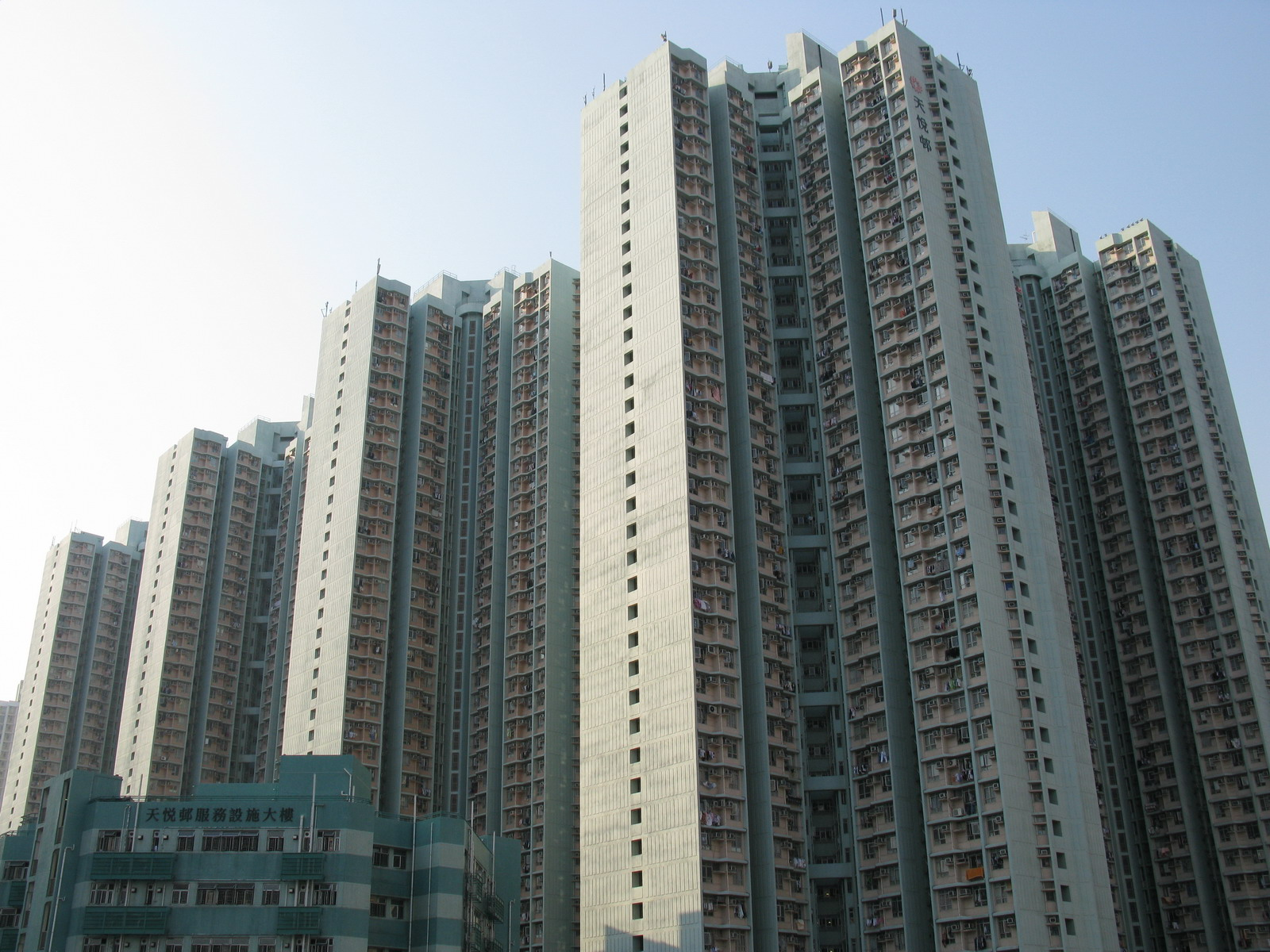
天悅邨
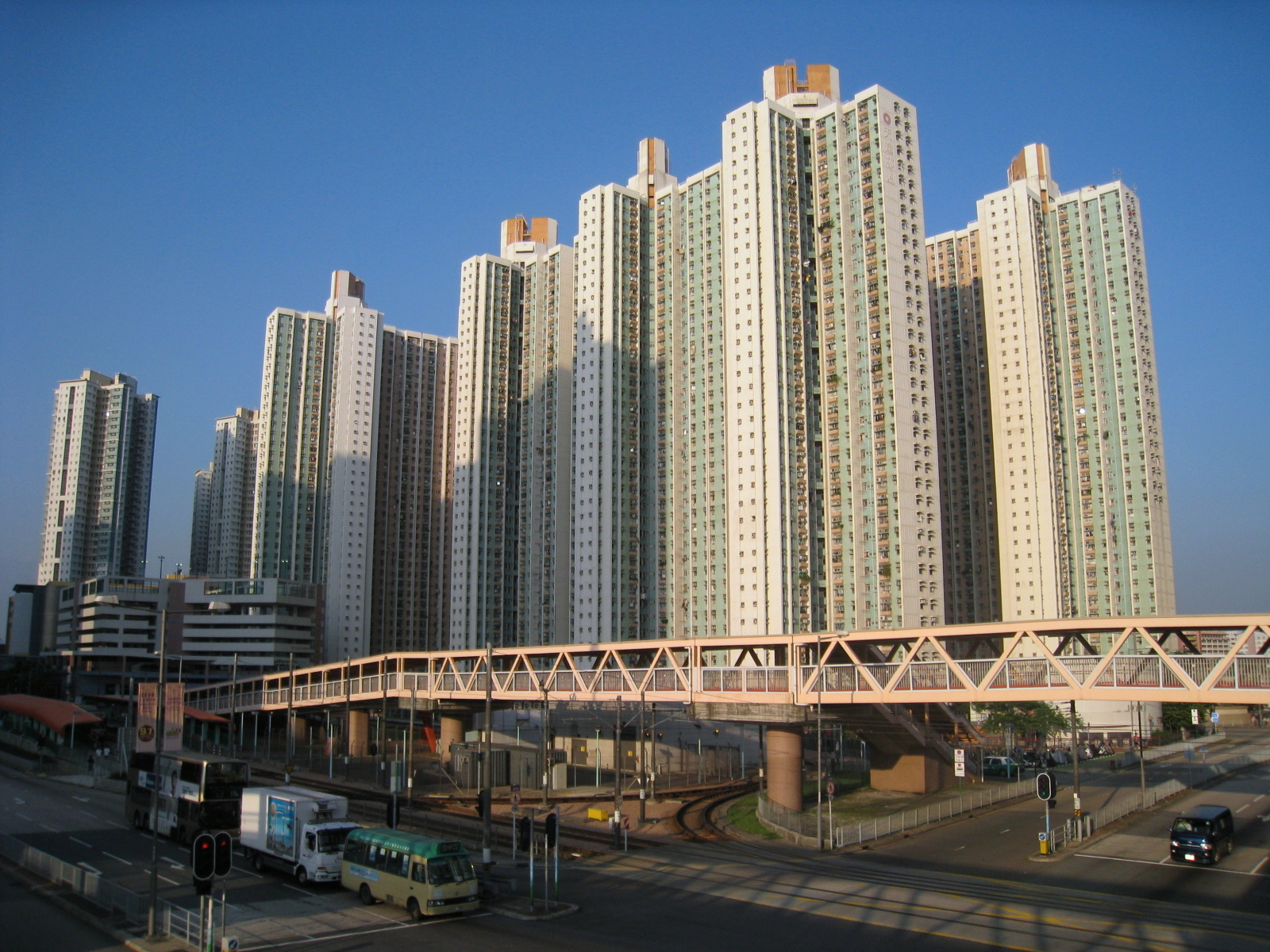
天逸邨
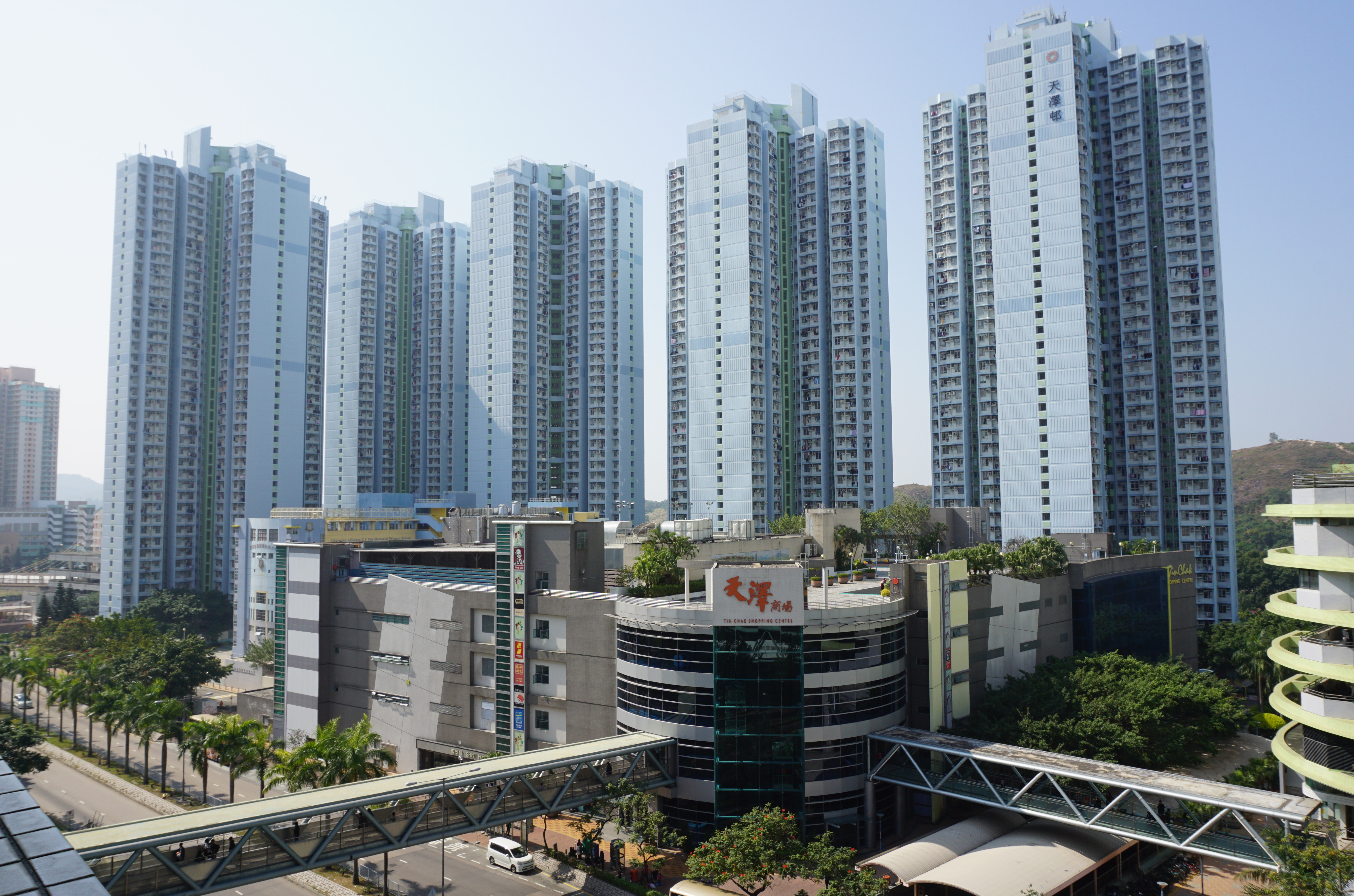
天澤邨
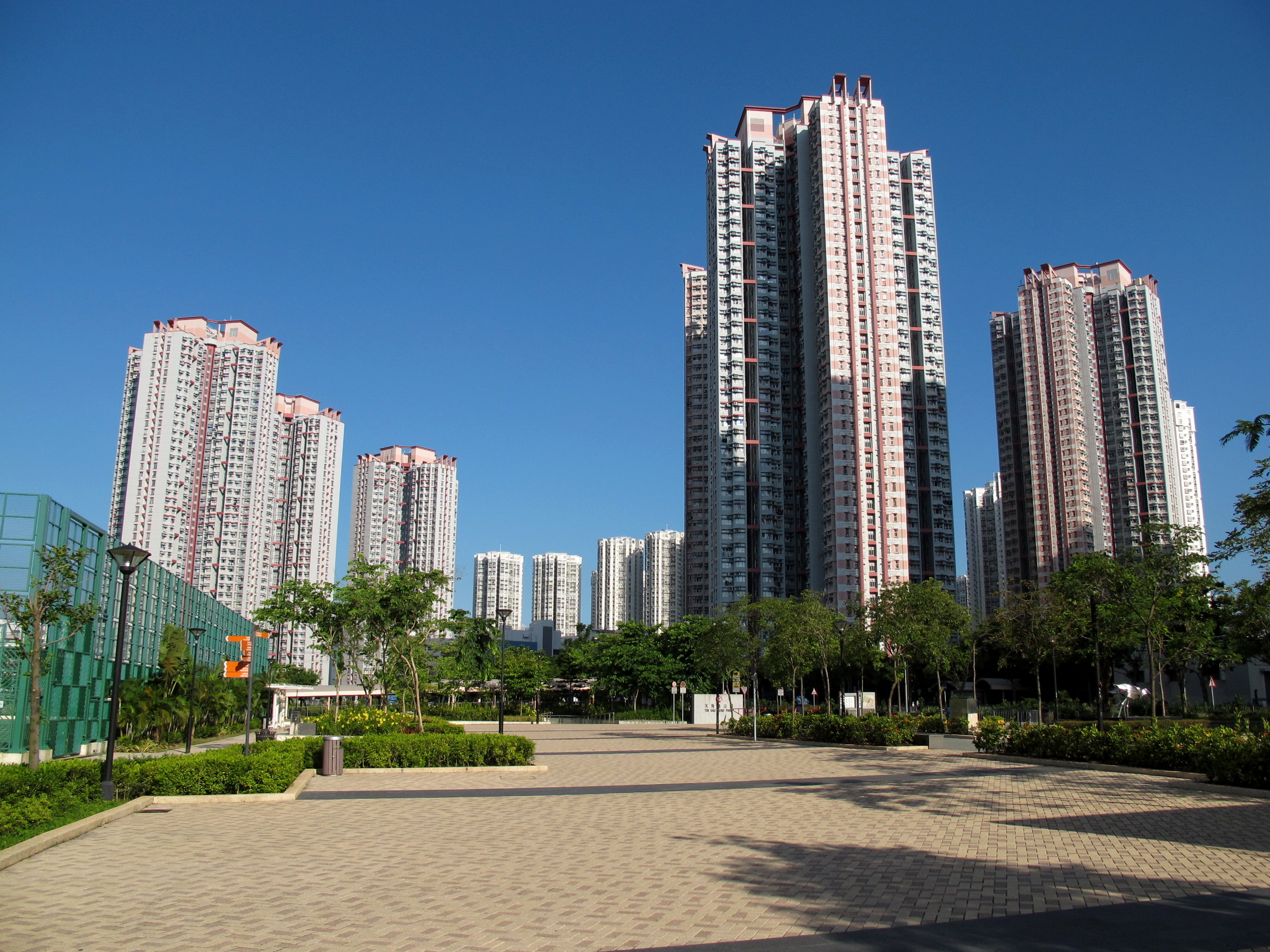
天晴邨
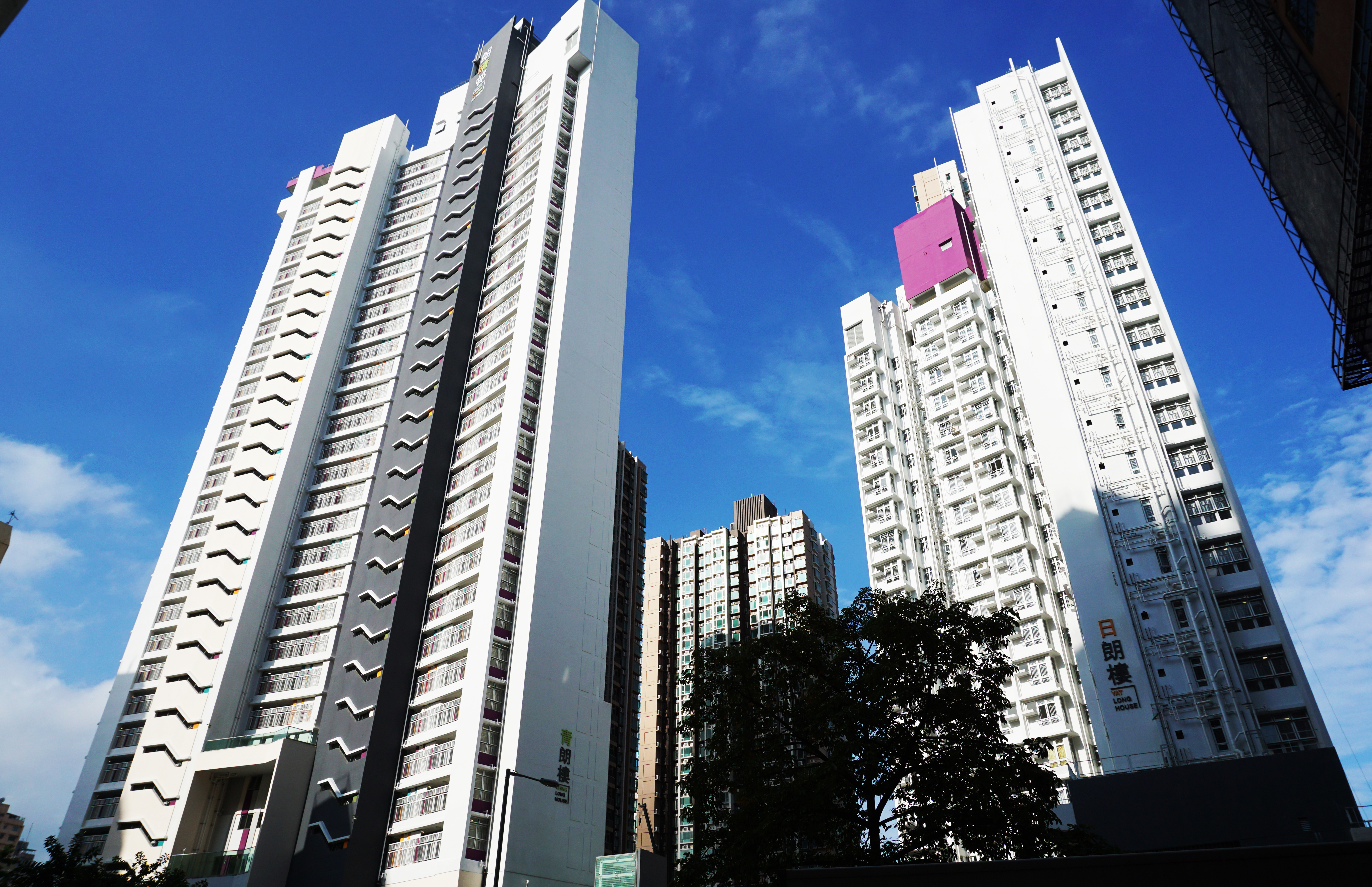
朗晴邨
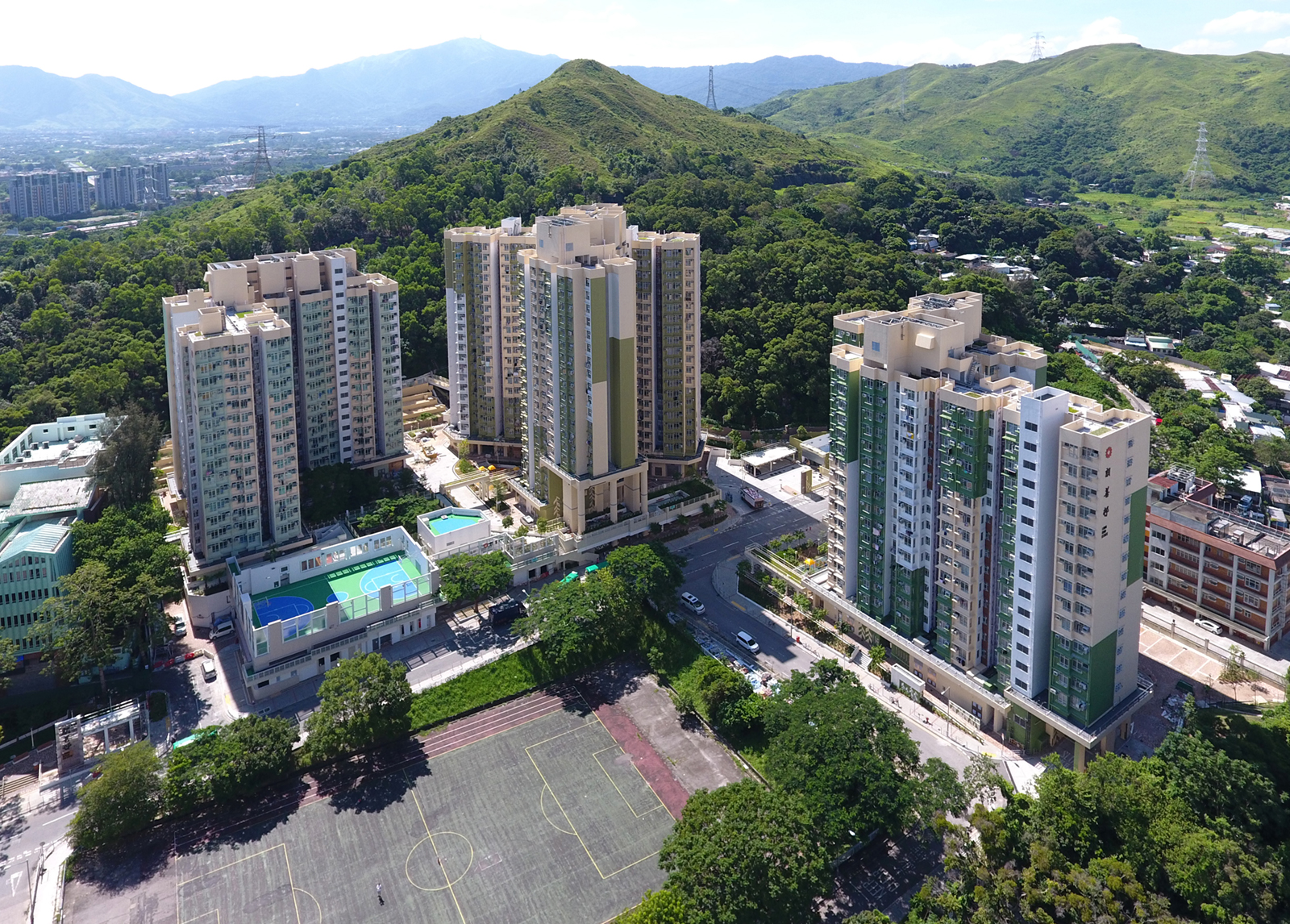
朗善邨
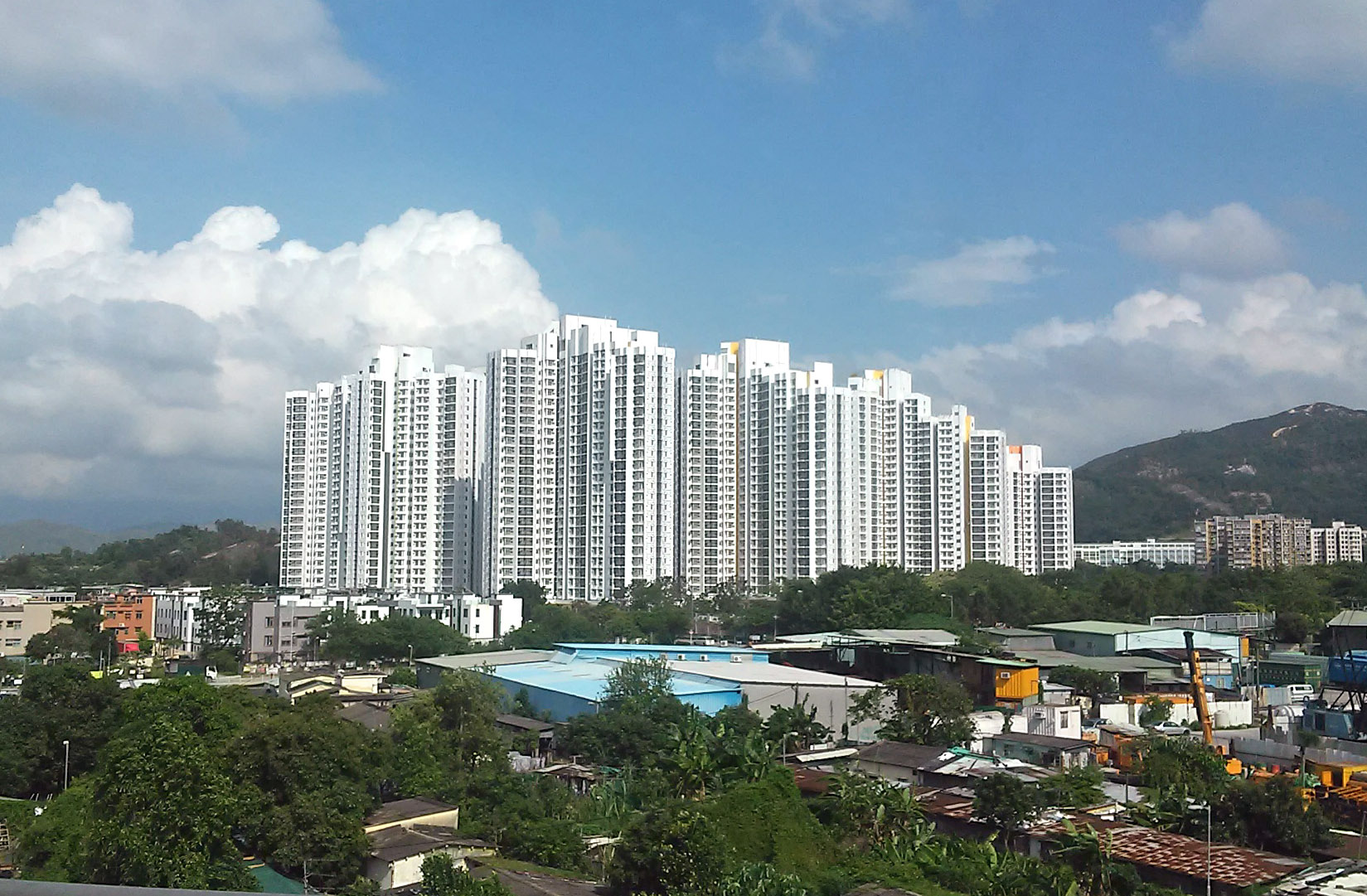
洪福邨

### 居屋屋苑
首個元朗區的居屋屋苑是位於天水圍新市鎮的天祐苑，於1993年入伙；而首個及唯一一個位於元朗新市鎮的居屋屋苑，是拆卸元朗工廠大廈後及原址重建為住宅的鳳庭苑。至於原先規劃為私人參建居屋計劃屋苑俊宏軒，以及多個位於天水圍北的居屋屋苑，因八萬五建屋計劃失衡後停售居屋而變成公屋，以致現時元朗區內只有9個居屋屋苑，並沒有私人參建居屋屋苑。

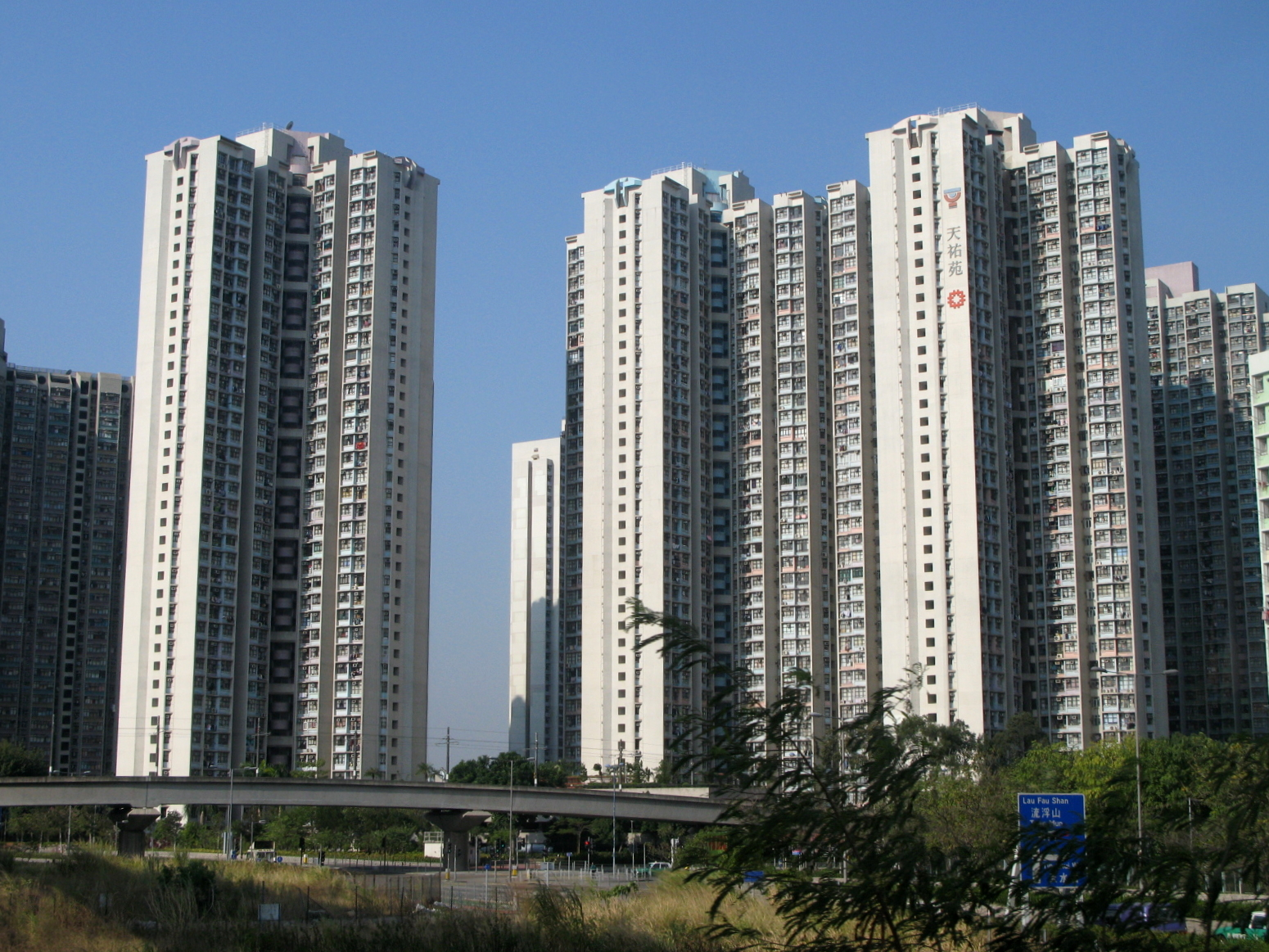
天祐苑
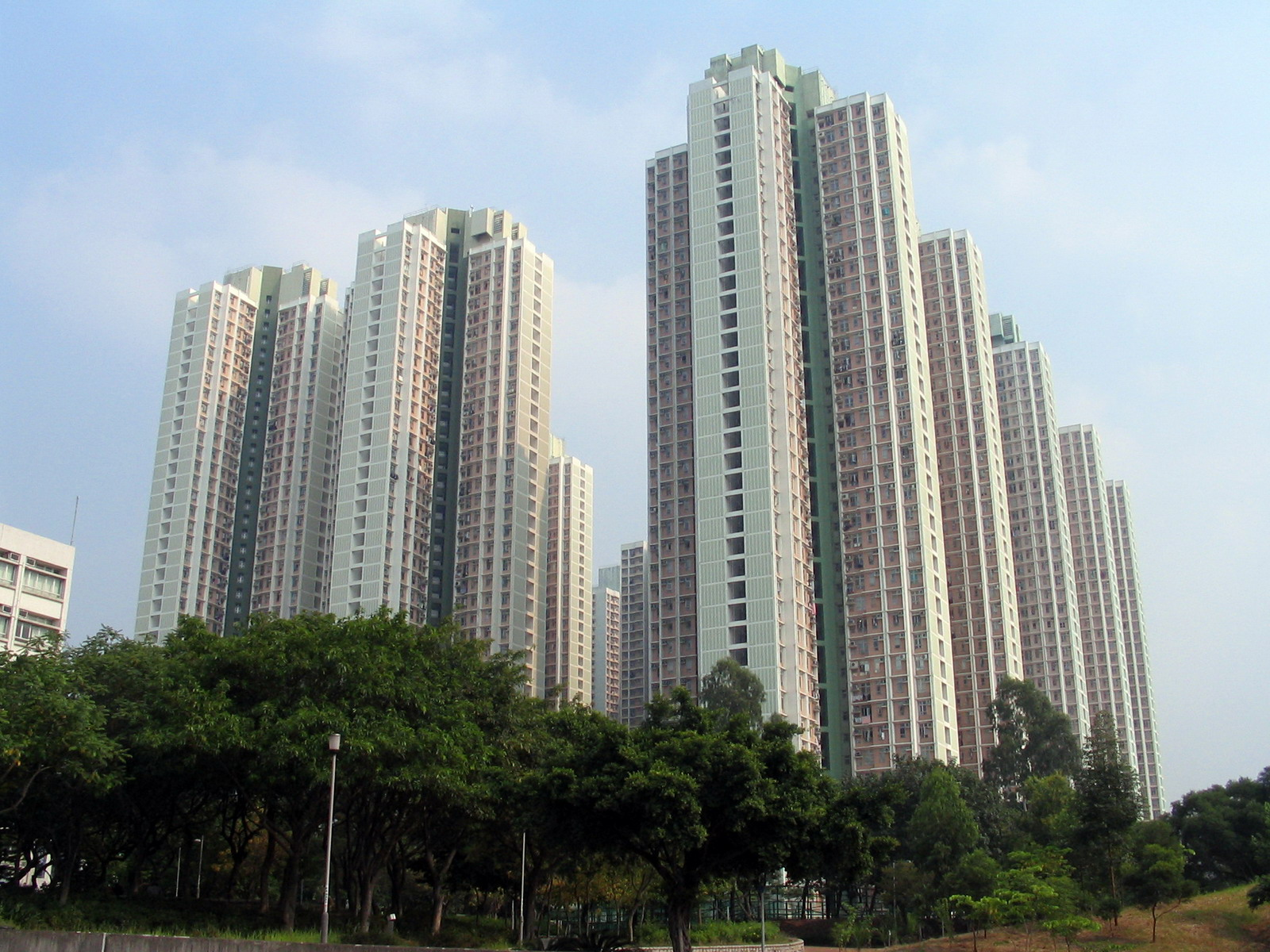
天盛苑
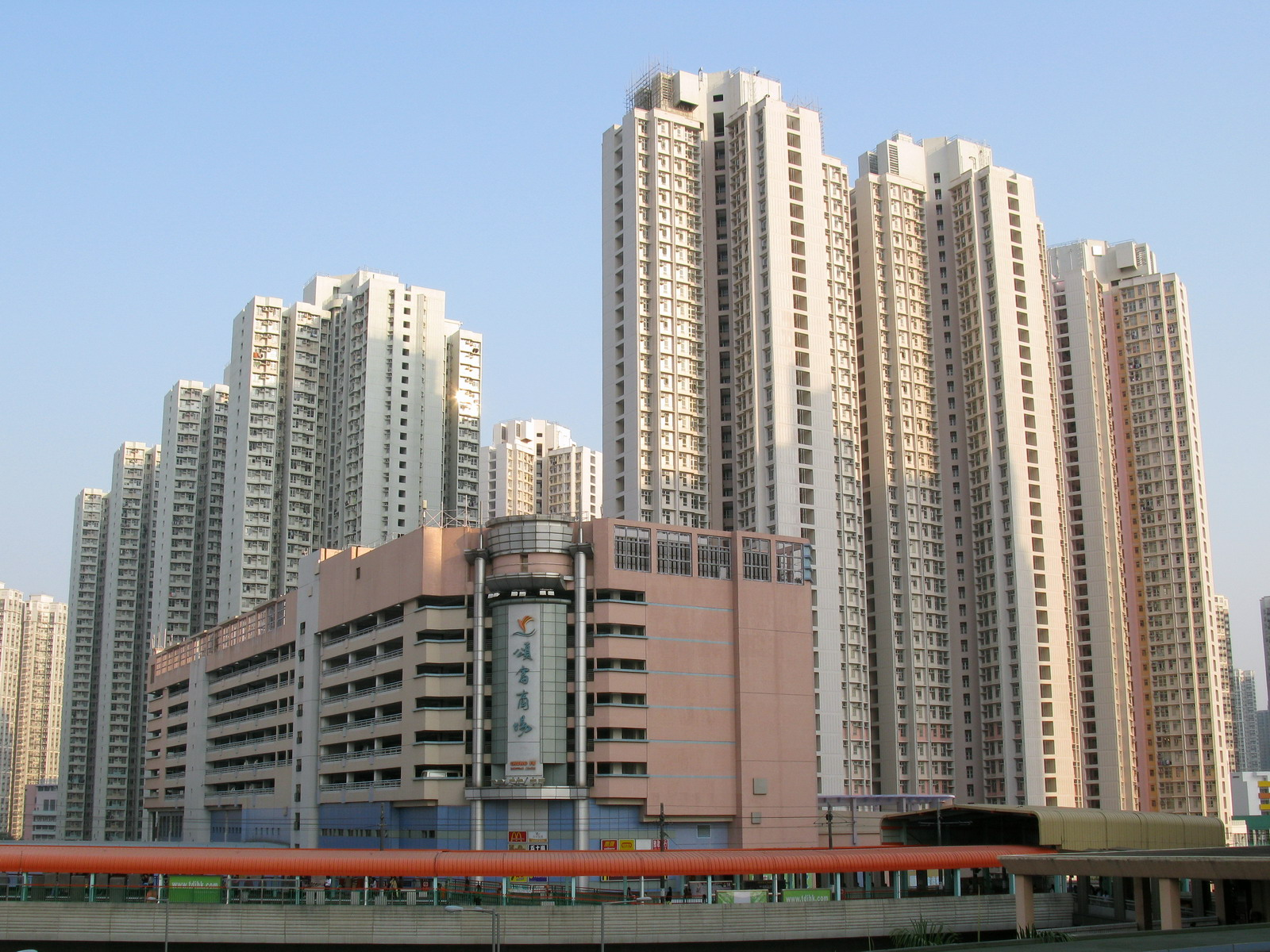
天頌苑
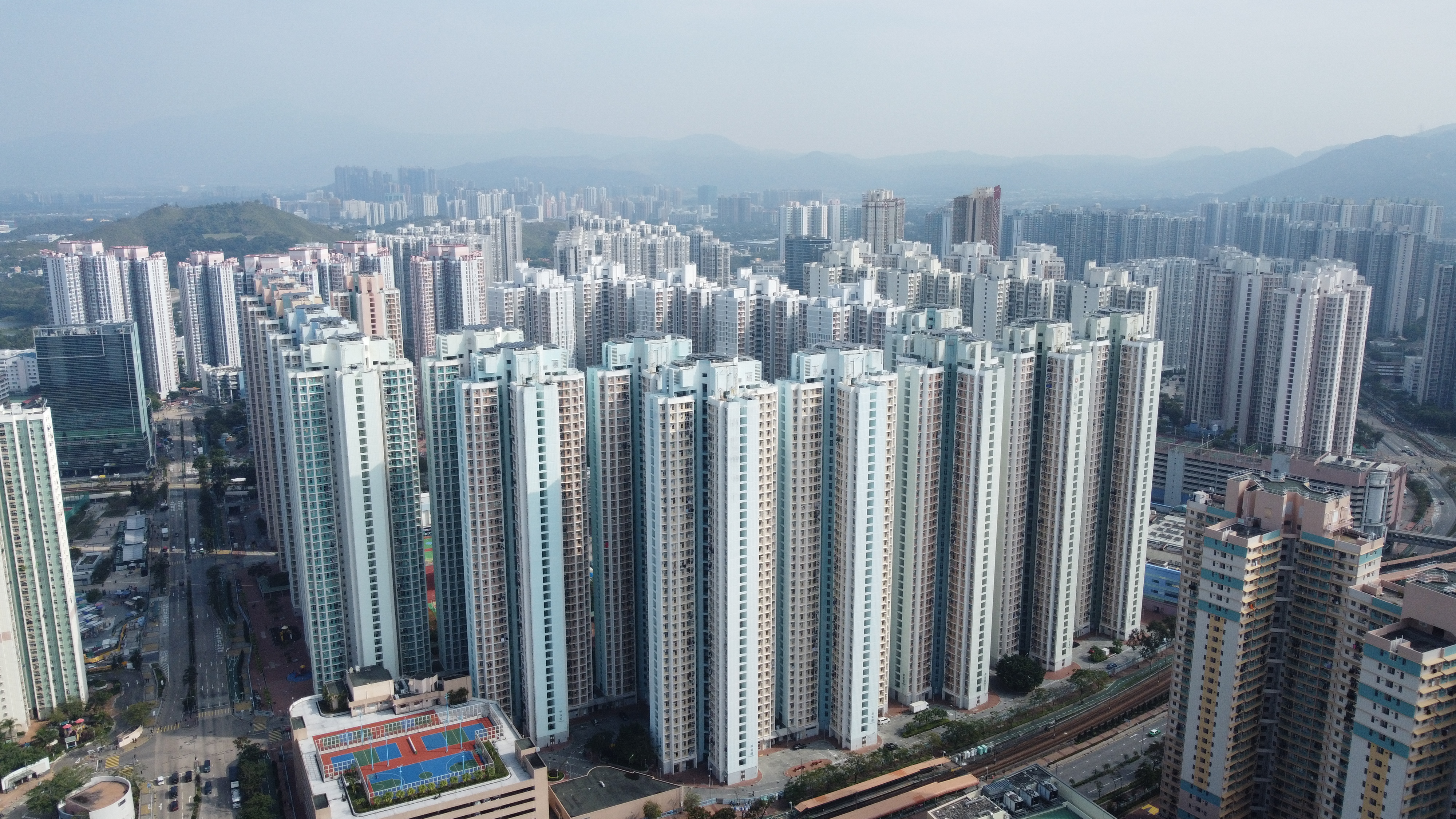
天富苑
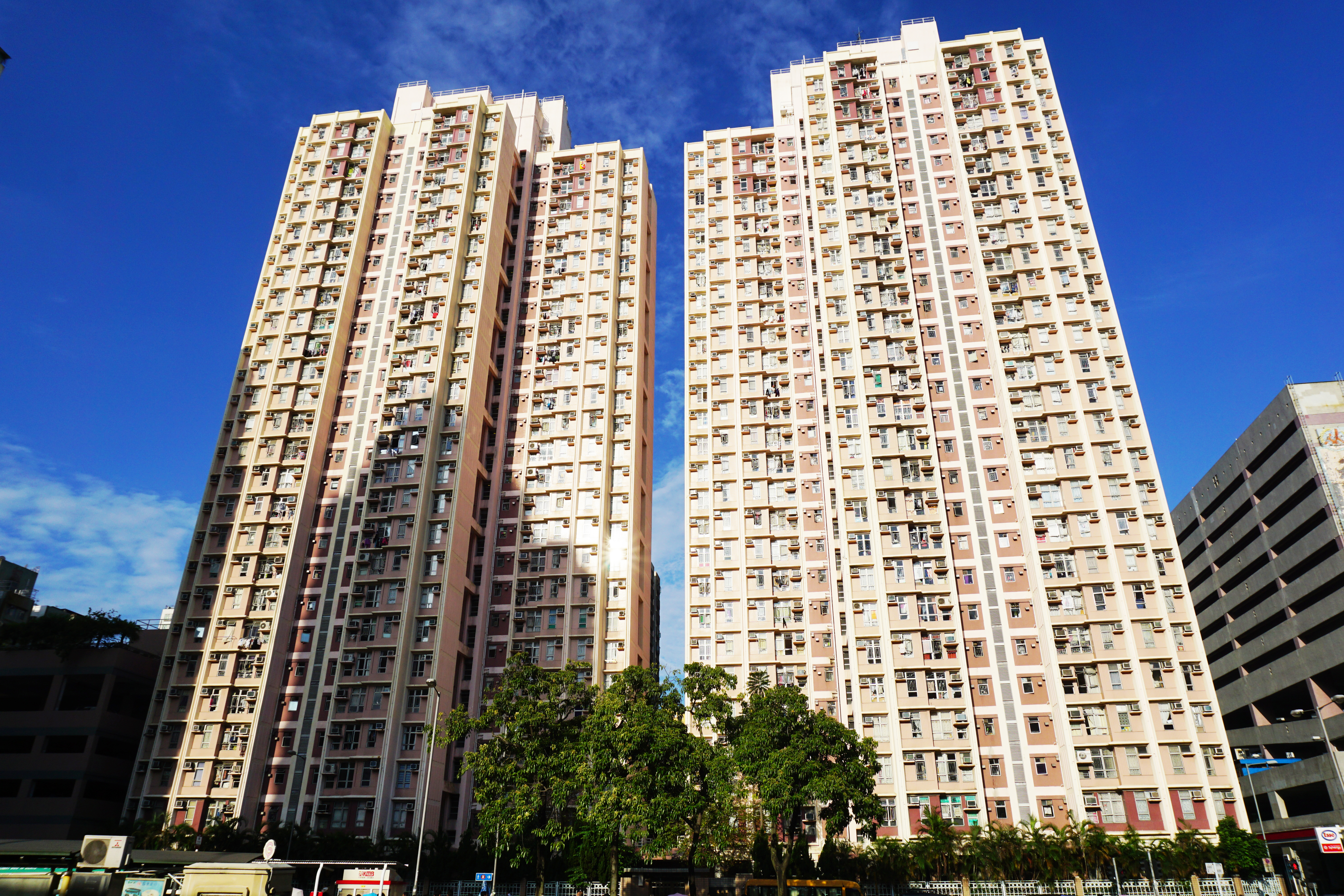
鳳庭苑
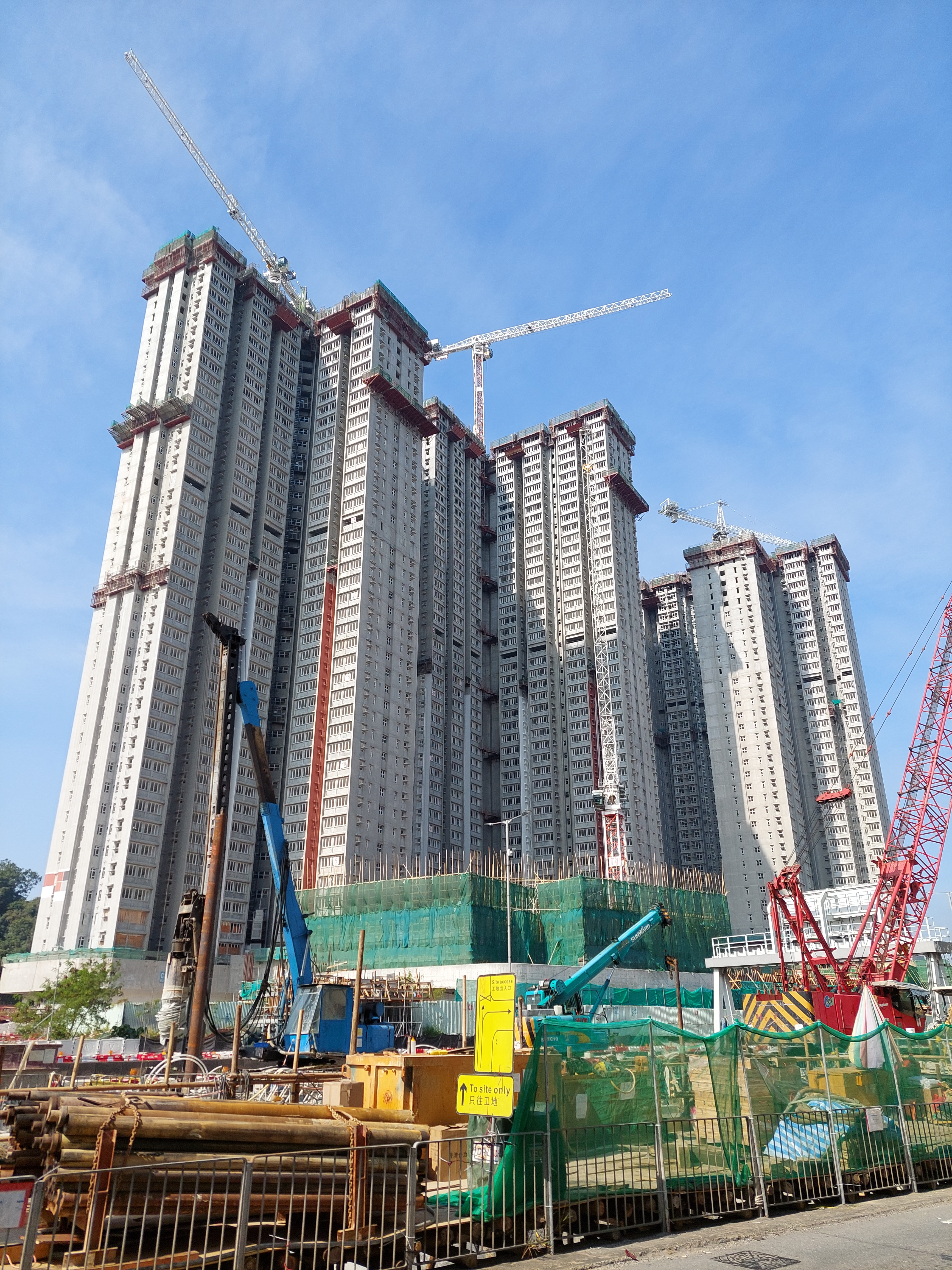
朗天苑

### 主要私人屋苑
元朗區的第一個大型屋苑是位於南生圍的錦綉花園，第二個是新元朗中心。由於元朗新市鎮的發展計劃沒有改動元朗市中心的用地規劃，所以大型屋苑只在市中心周遭建立。這些包括位於西南面，包圍元朗公園的眾低密度屋苑（翠韻華庭、藝典居、御庭居、御豪山莊、御景園、柏麗豪園及朗庭園）、北面（尚豪庭、采葉庭、映御、朗屏8號、世宙、朗城匯)、以及東南面由新鴻基地產發展的「YOHO Series」（YOHO Town、YOHO Midtown、Grand YOHO）、正在興建中的The YOHO Hub元朗站上蓋項目、位於雞地的Residence譽88、朗晴居及朗怡居、南面則有恒基地產發展的大型屋苑群尚悅、蝶翠峰、及新世界發展的溱柏、瑧頤、翹翠峰、還有位於凹頭的低密度臨河豪宅項目爾巒、Park YOHO、山水盈等，可謂百花齊放。這些新型及半新大型屋苑相繼落成入伙，漸漸改變元朗的地區面貌和人口結構。
郊區的大型屋苑除了1980年代落成的錦綉花園外，尚有1990年代初落成的加州花園及加州豪園，位於近米埔的和南生圍。
天水圍新市鎮以往只有由長江實業建成的私人屋苑，分別為嘉湖山莊、慧景軒及柏慧豪園。到2021-2022年，新鴻基地產位於天水圍北的Wetland Seasons Park及Wetland Seasons Bay開始交樓。

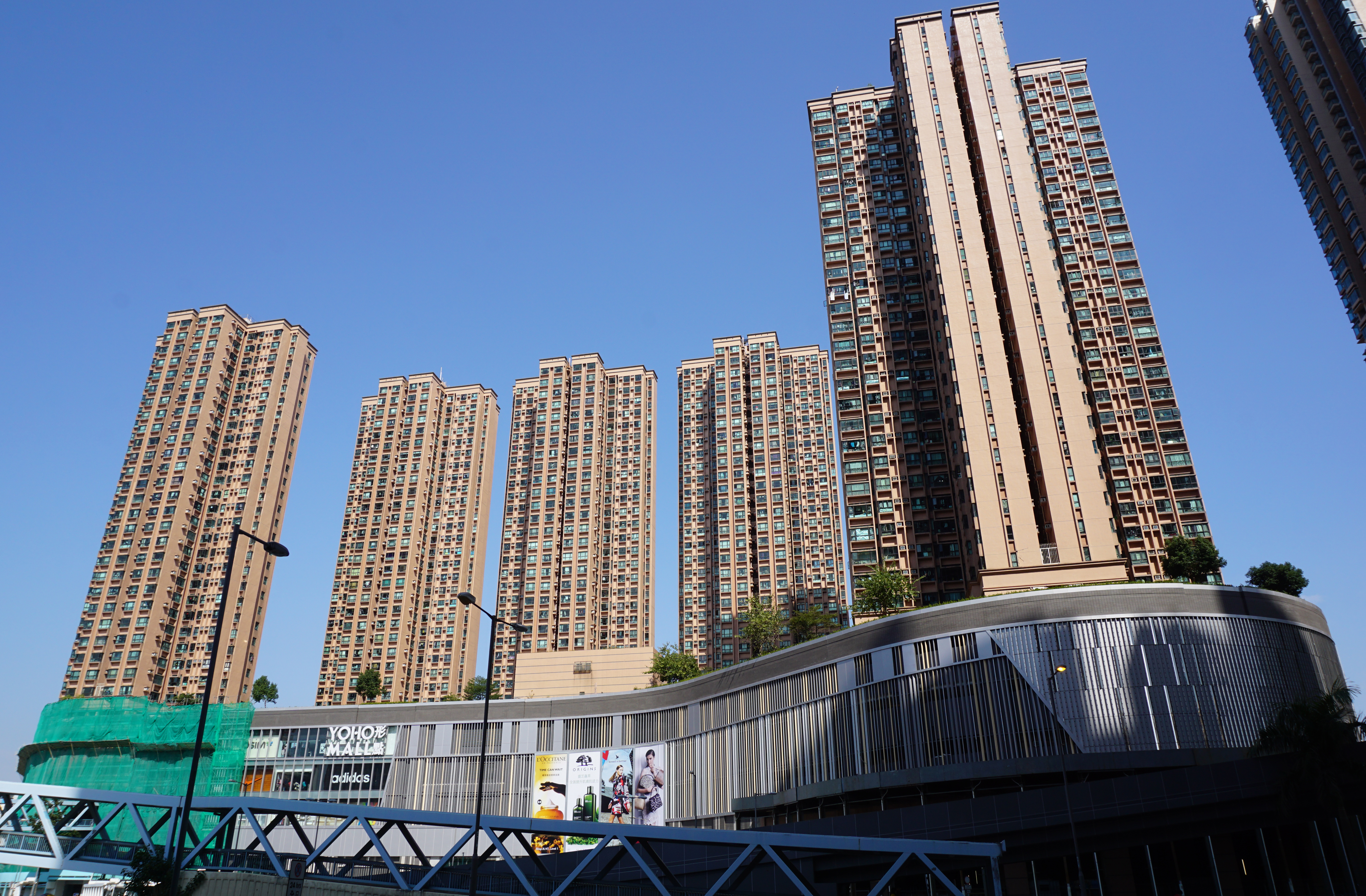
新元朗中心
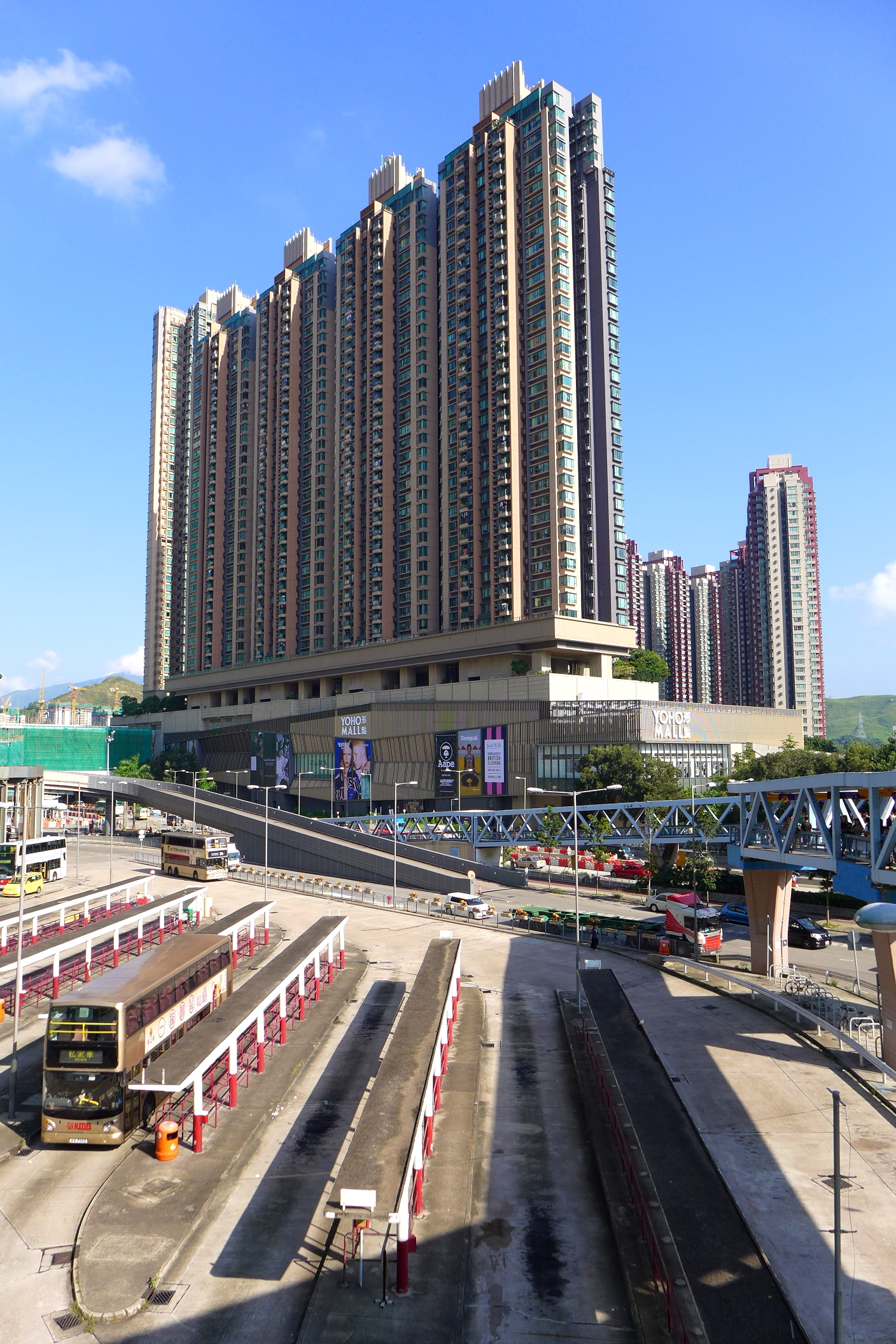
YOHO Midtown
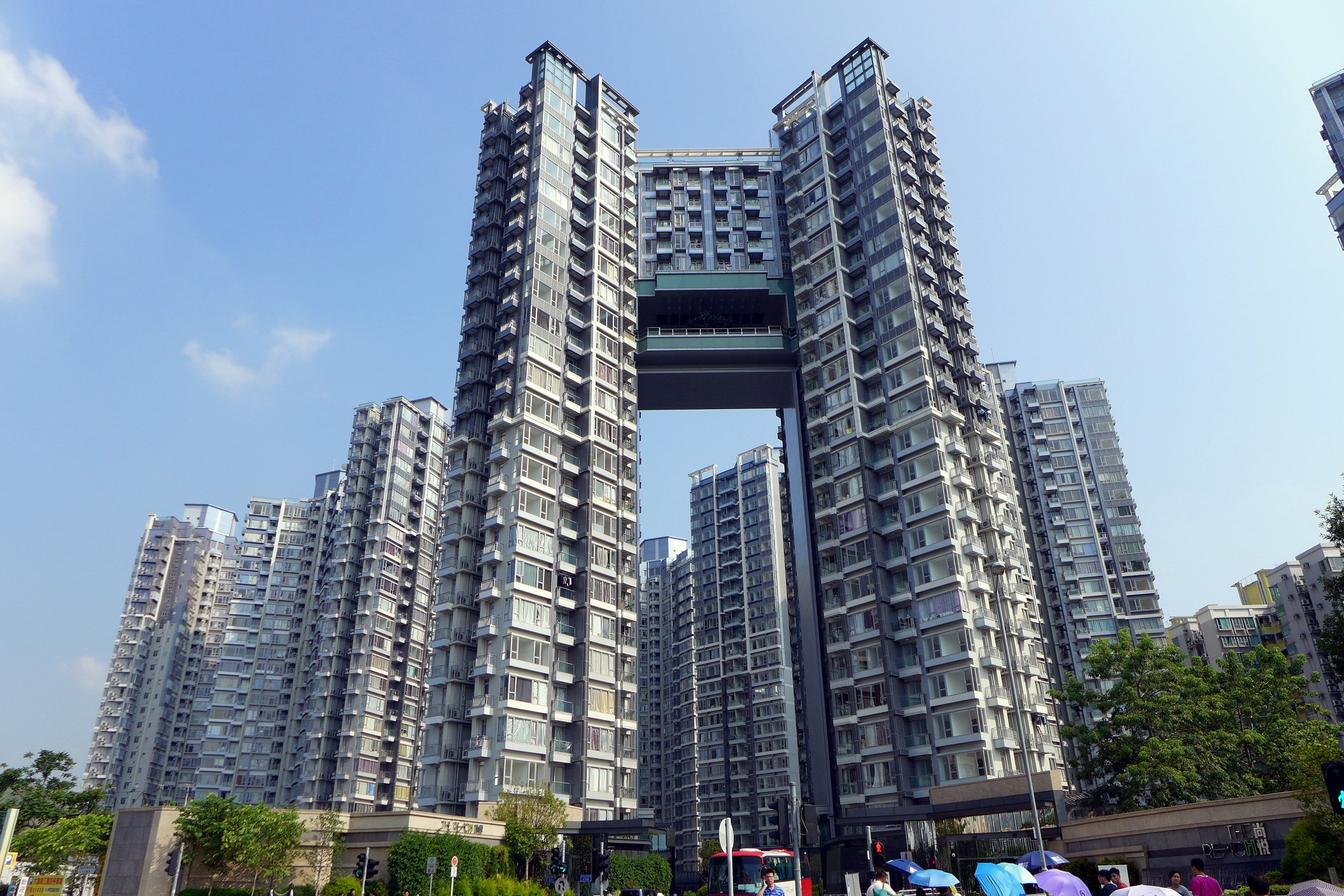
尚悅
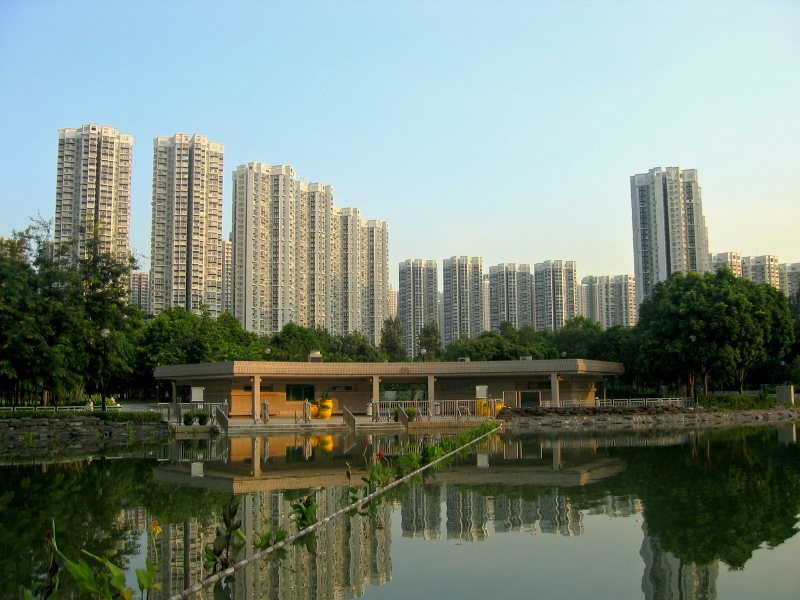
嘉湖山莊 （共有6期）
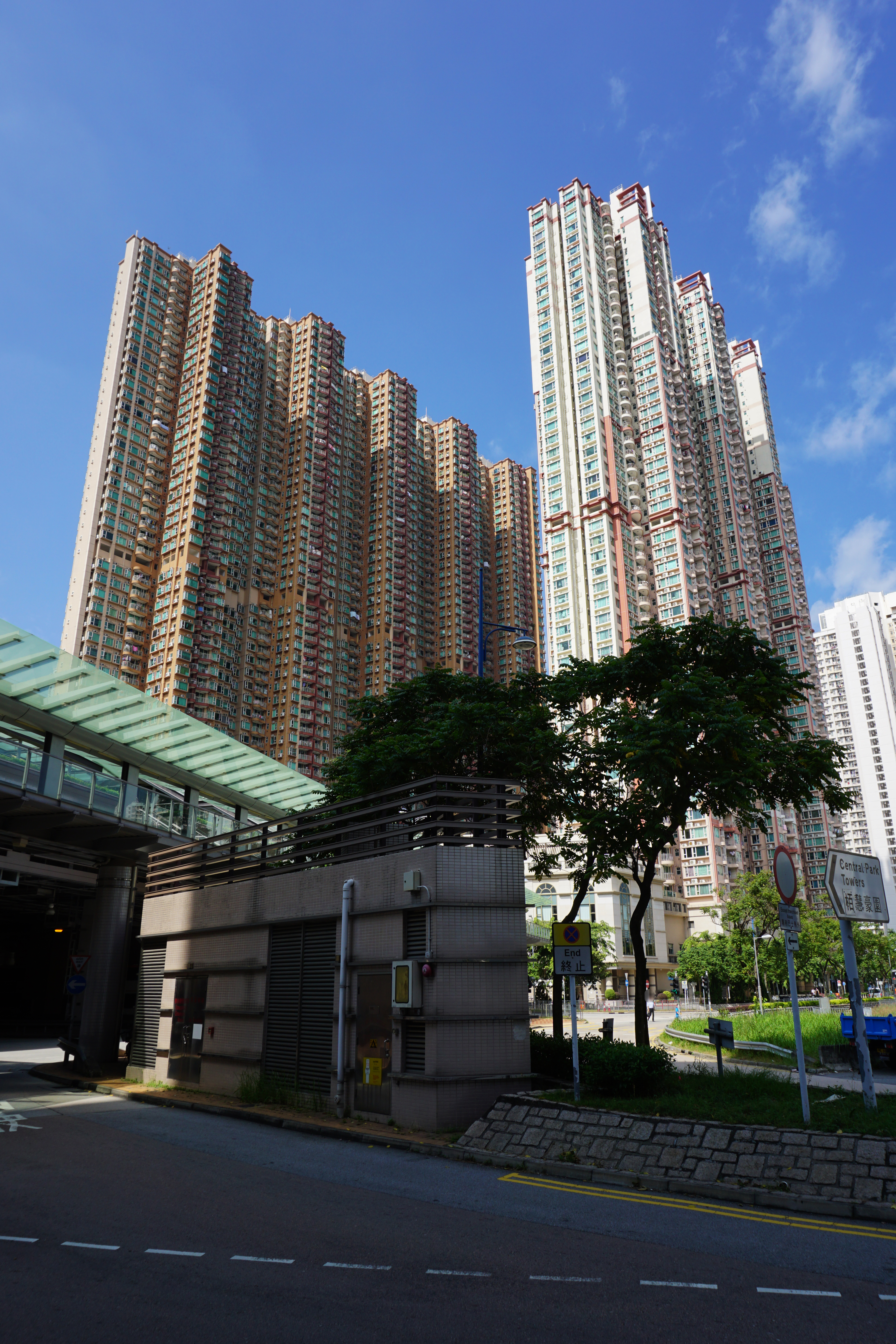
栢慧豪園
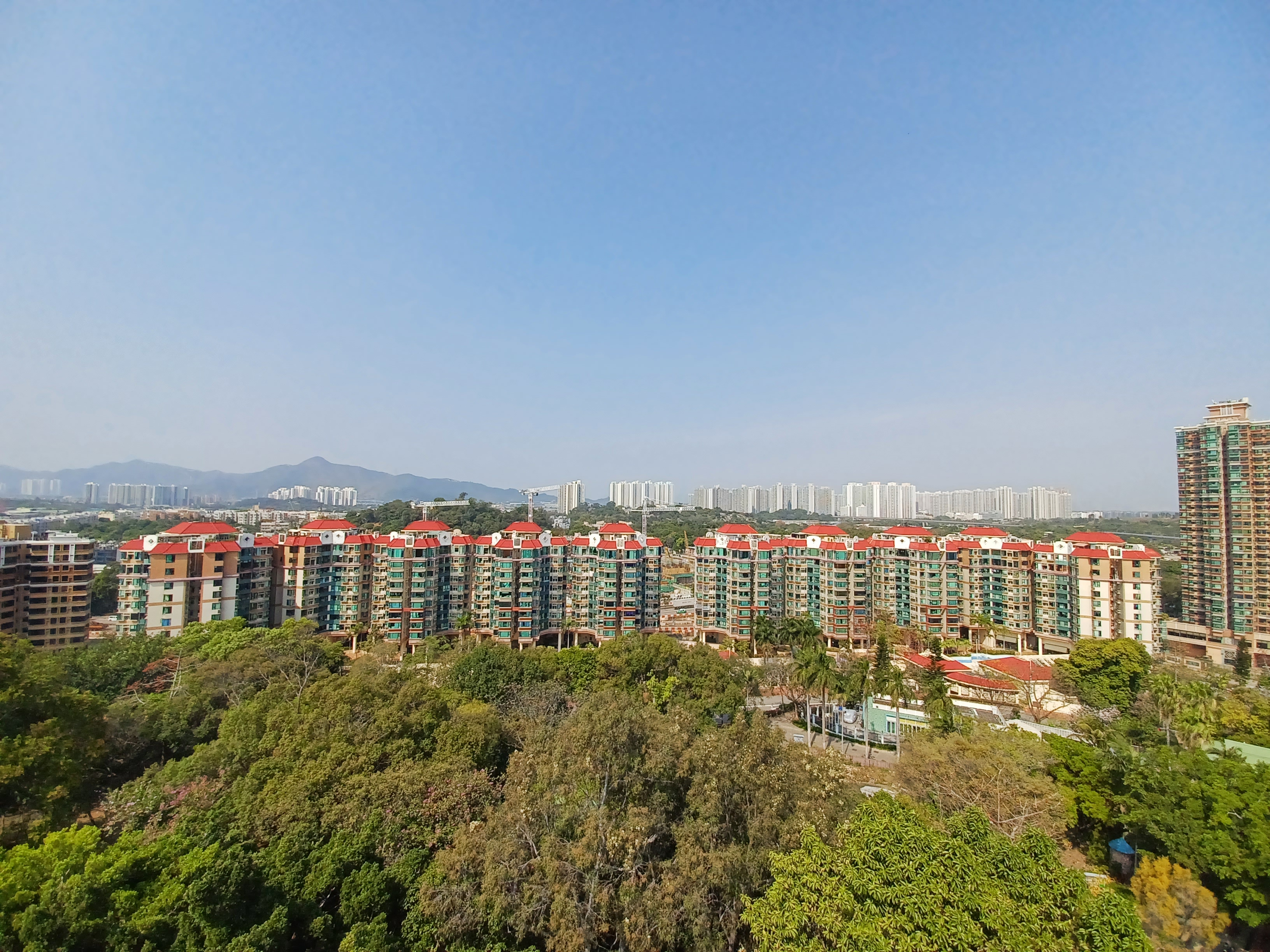
御豪山莊

### 村屋屋苑
- 振華花園1期
- 振華花園2期
- 振華花園3期
- 振華棠景花園
- 麗昌花園
- 鈞樂新村
- 振興新村
- 泉楓花園
- 銀田花園
- 定褔花園
- 悅富豪苑
- 基達花園1期
- 基達花園2期
- 富茵雅苑
- 富安花苑
- 富林花園
- 斌勝花苑
- 富怡花園1期
- 富怡花園2期
- 皇冠花園
- 新麗花園
- 翠麗豪園
- 富喬花園
- 欣湖花園
- 翠湖花園
- 銀湖花園
- 富麗山莊

### 大型商場
- 元朗廣場
- YOHO MALL 形點（YOHO MALL I、YOHO MALL II（新元朗中心商場）、YOHO MIX 元點 （興建中））
- 元朗千色匯 （前元朗千色廣場）
- +WOO 嘉湖 （前嘉湖銀座及置富嘉湖）
- T Town （前頌富商場）
- 天一商城

## 公共設施
除警署及消防局這些必須設施外，元朗區的公共設施主要在新市鎮建立時興建。

### 教育

#### 大專院校
- 嘉道理中心 （页面存档备份，存于） (香港大學)
- 青年學院（天水圍）

##### 基督教神學院校
- 中國宣道神學院
- 中華神學院

#### 中學教育
元朗區一共有51間中學，其中8間為英文中學。

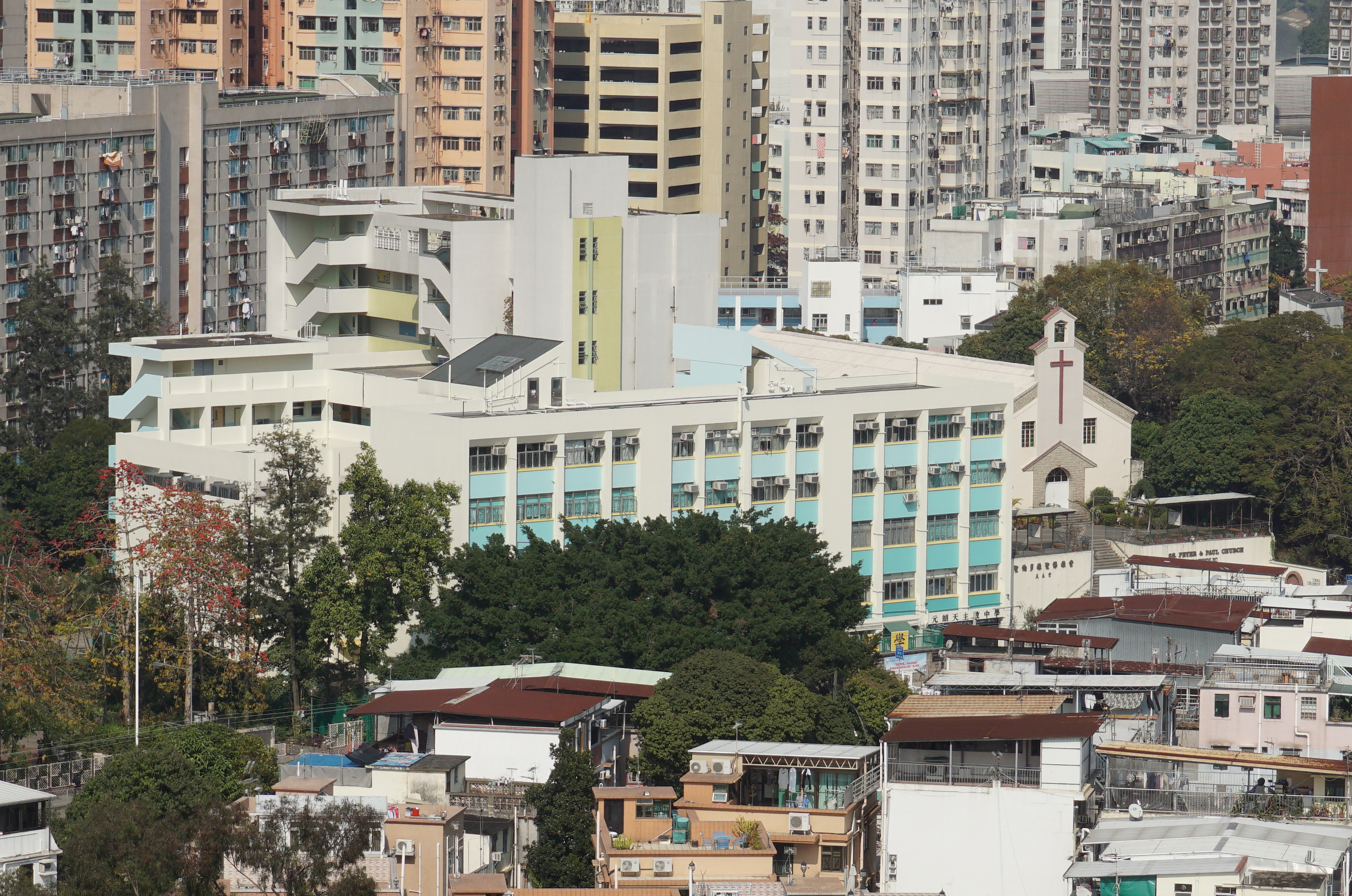
元朗天主教中學
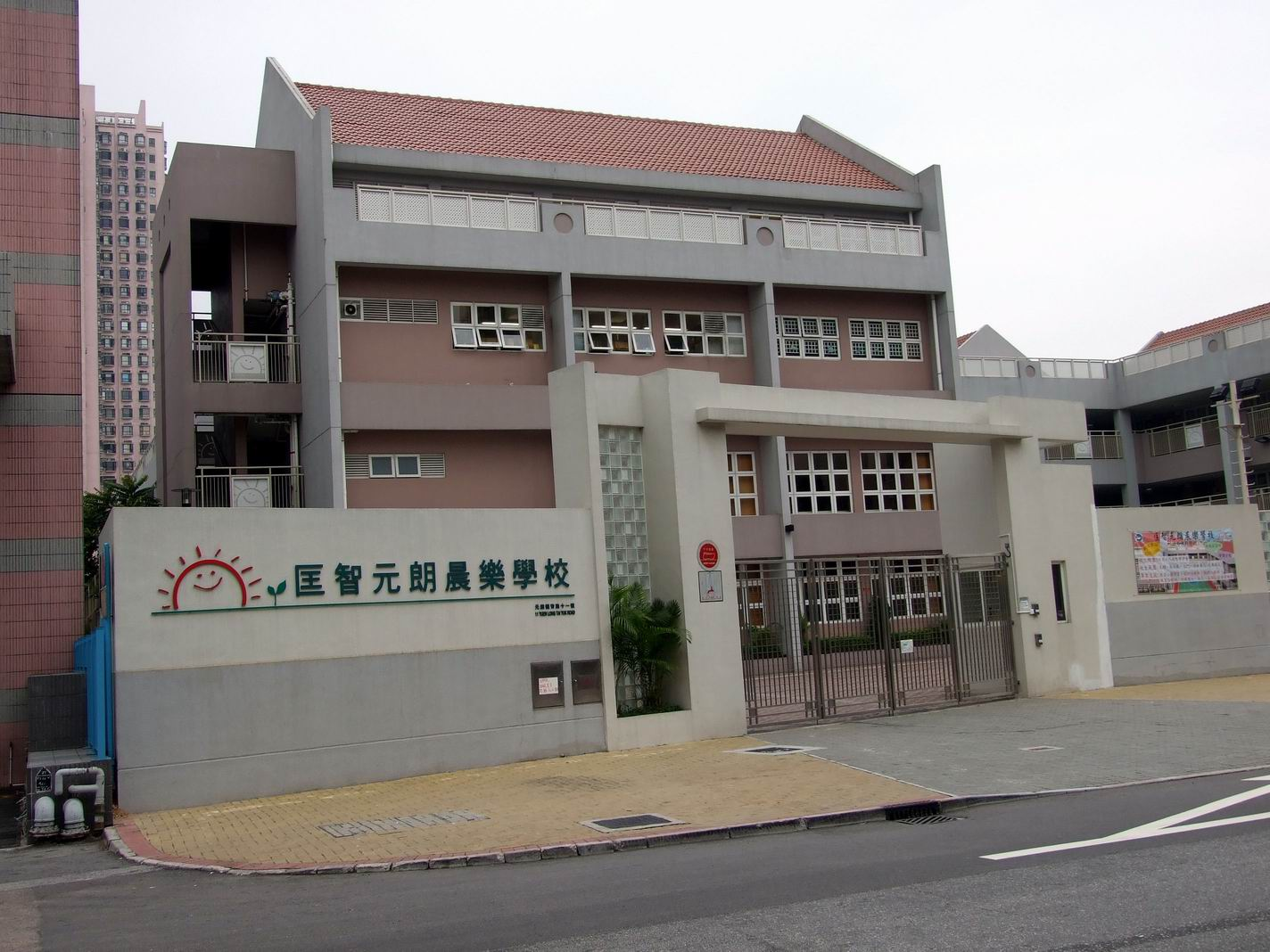
匡智元朗晨樂學校
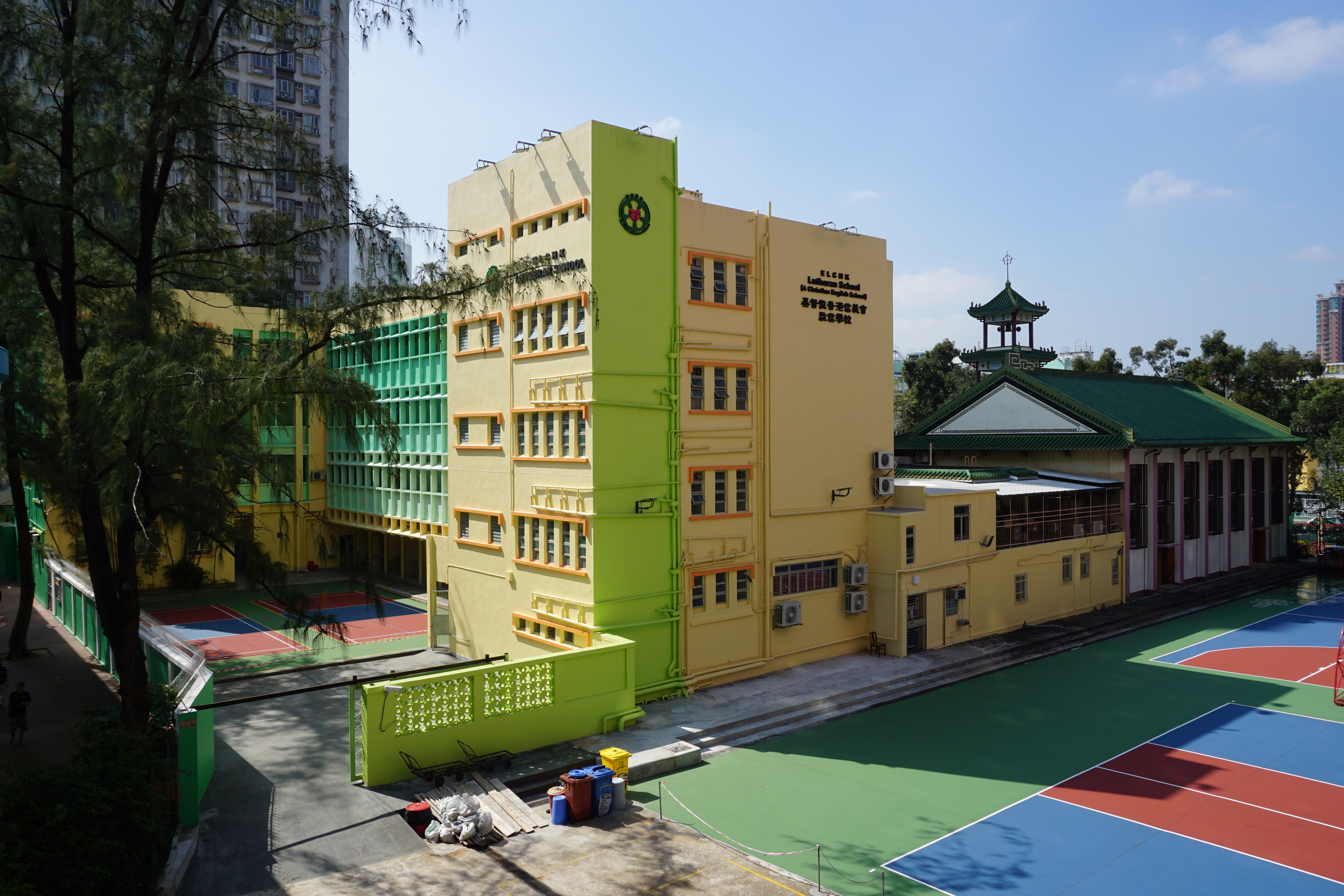
基督教香港信義會啟信學校

#### 小學教育
元朗區共有49間小學。

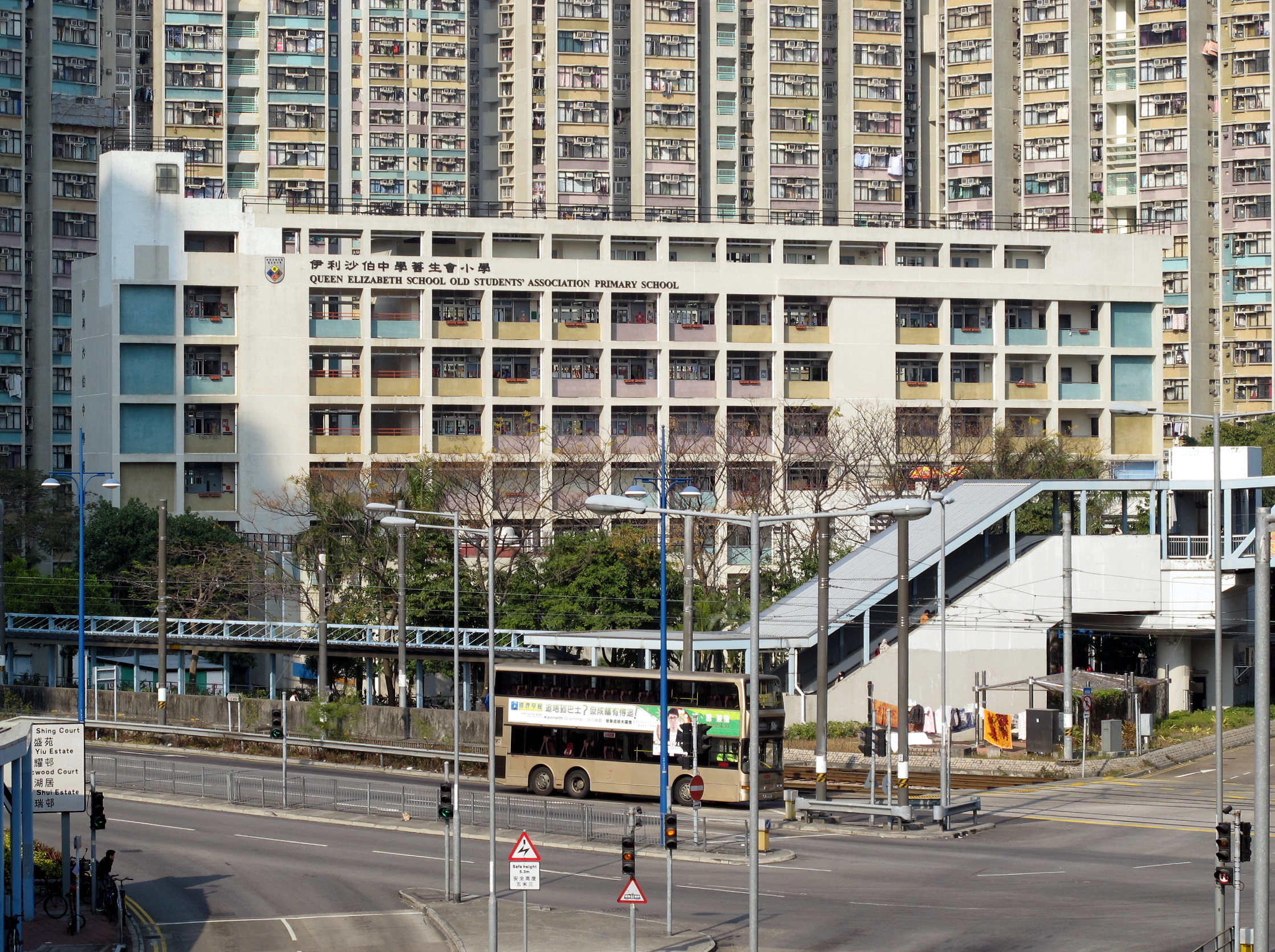
伊利沙伯中學舊生會小學
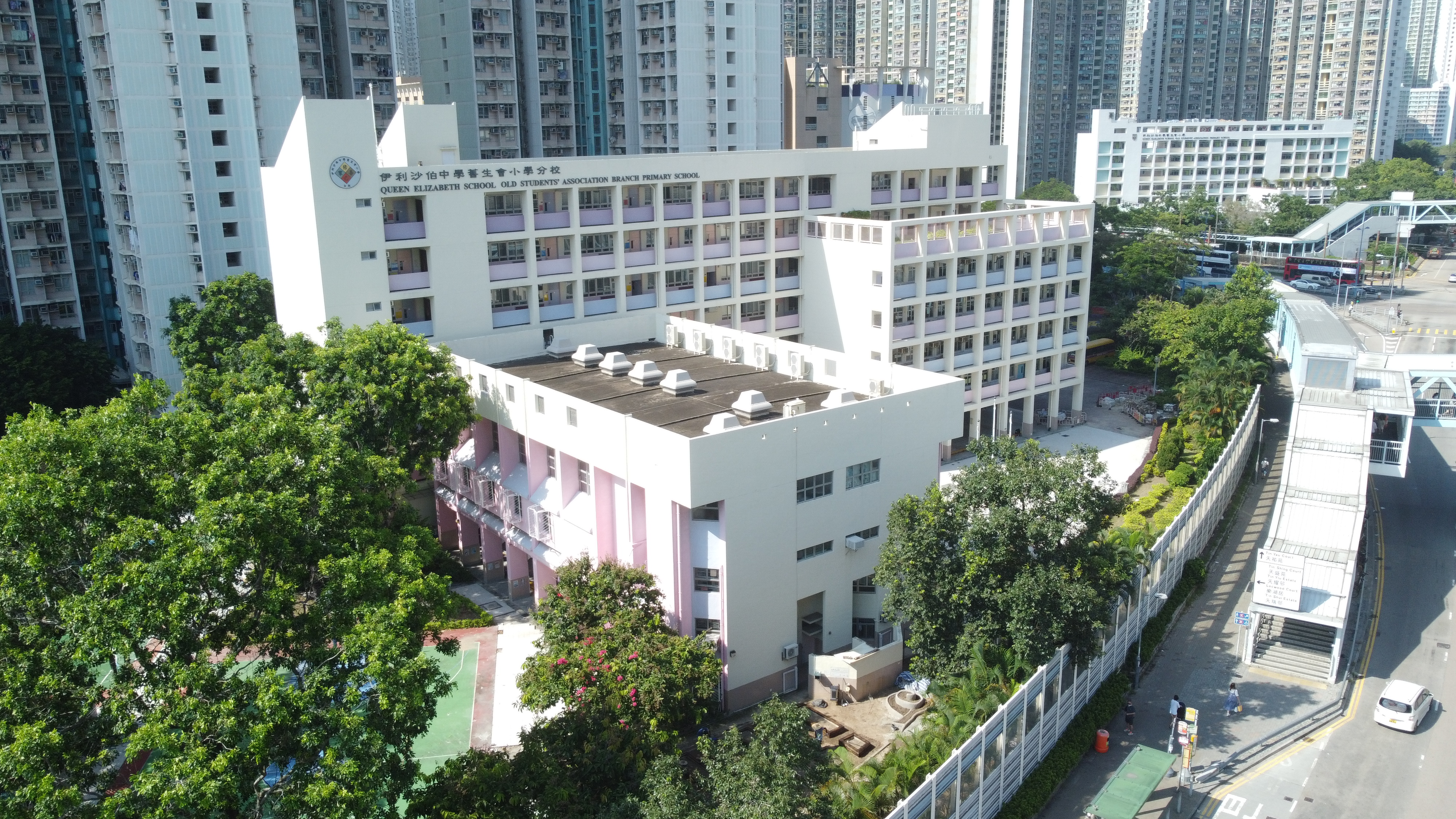
伊利沙伯中學舊生會小學分校
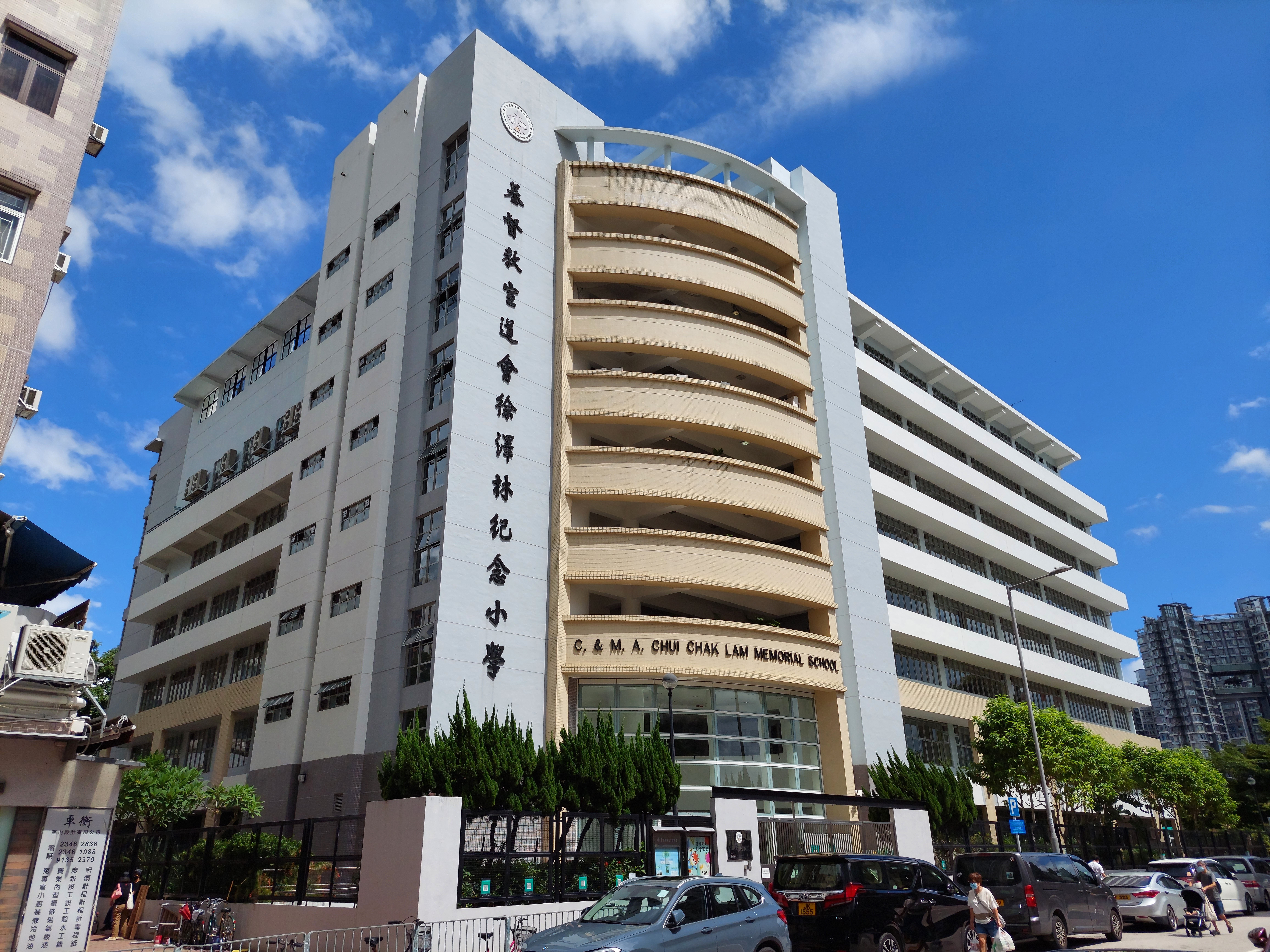
基督教宣道會徐澤林紀念小學
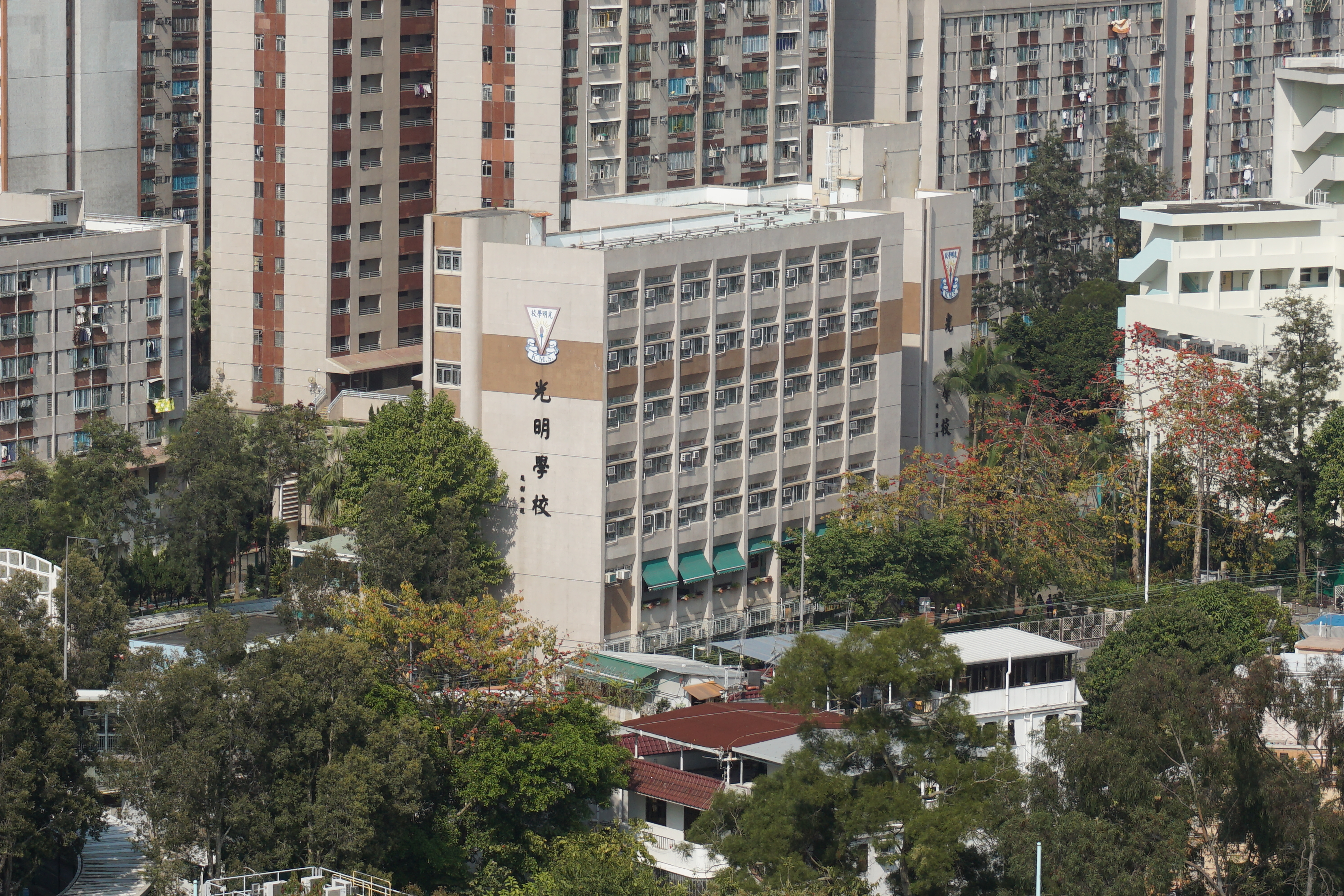
光明學校
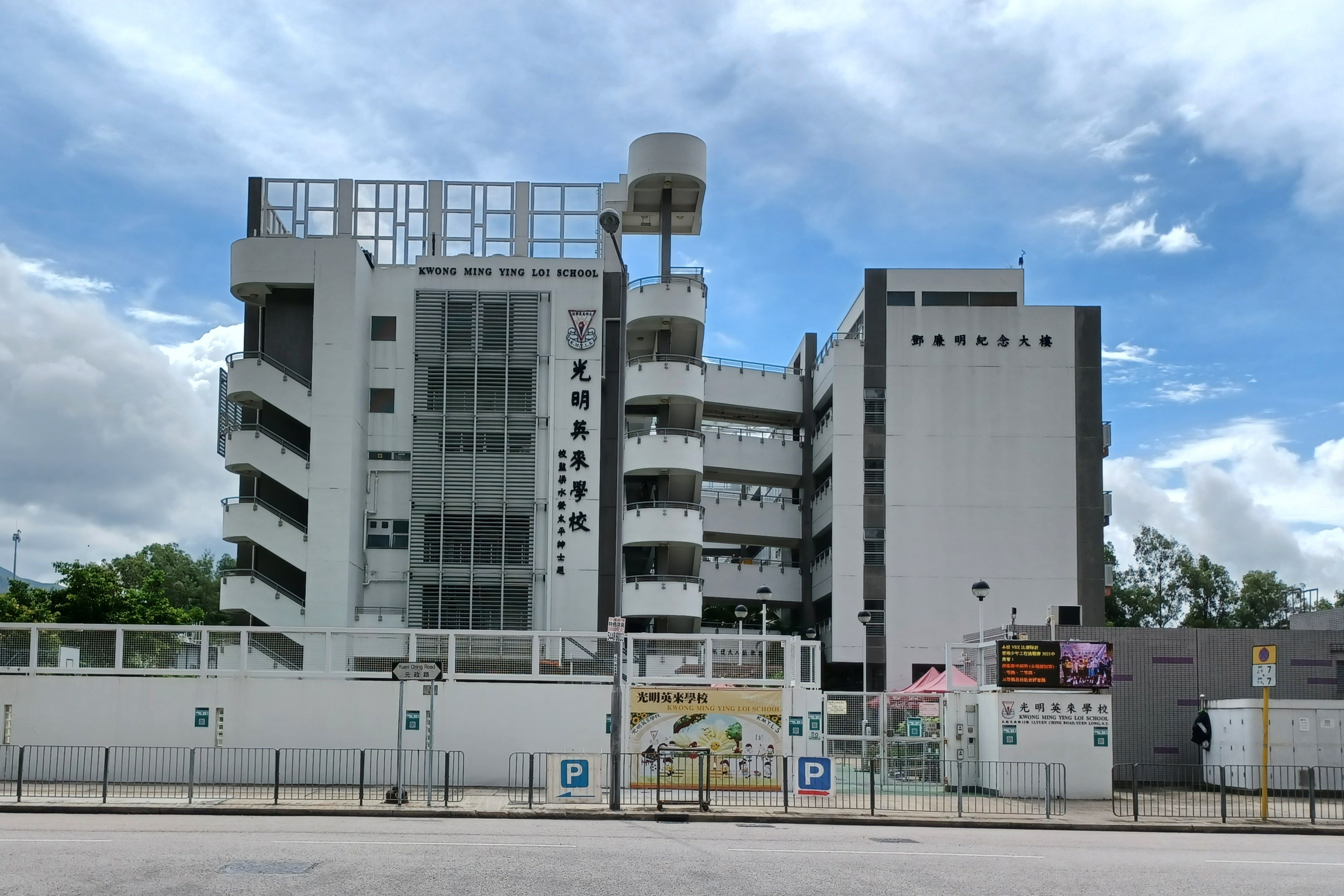
光明英來學校
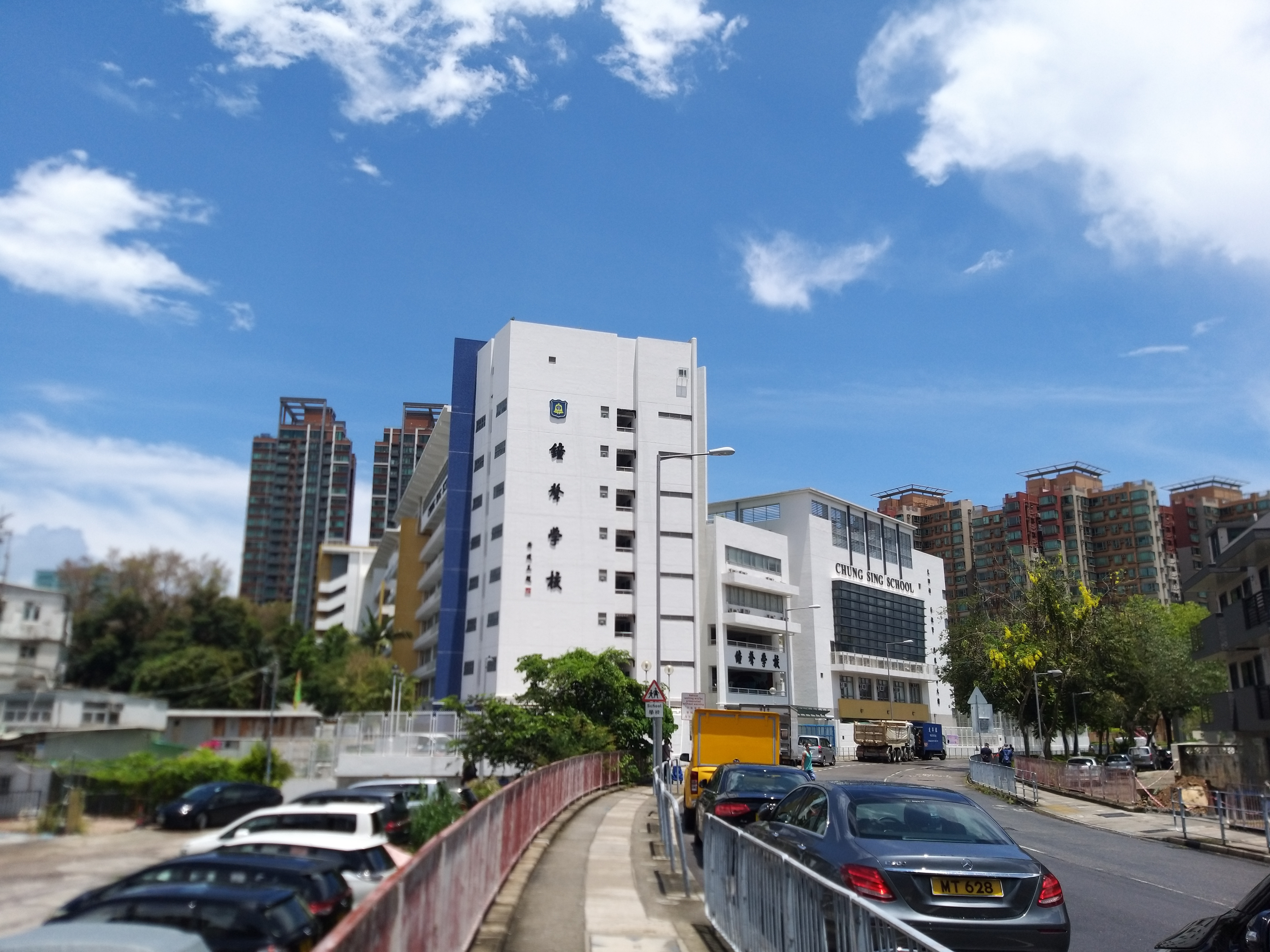
鐘聲學校
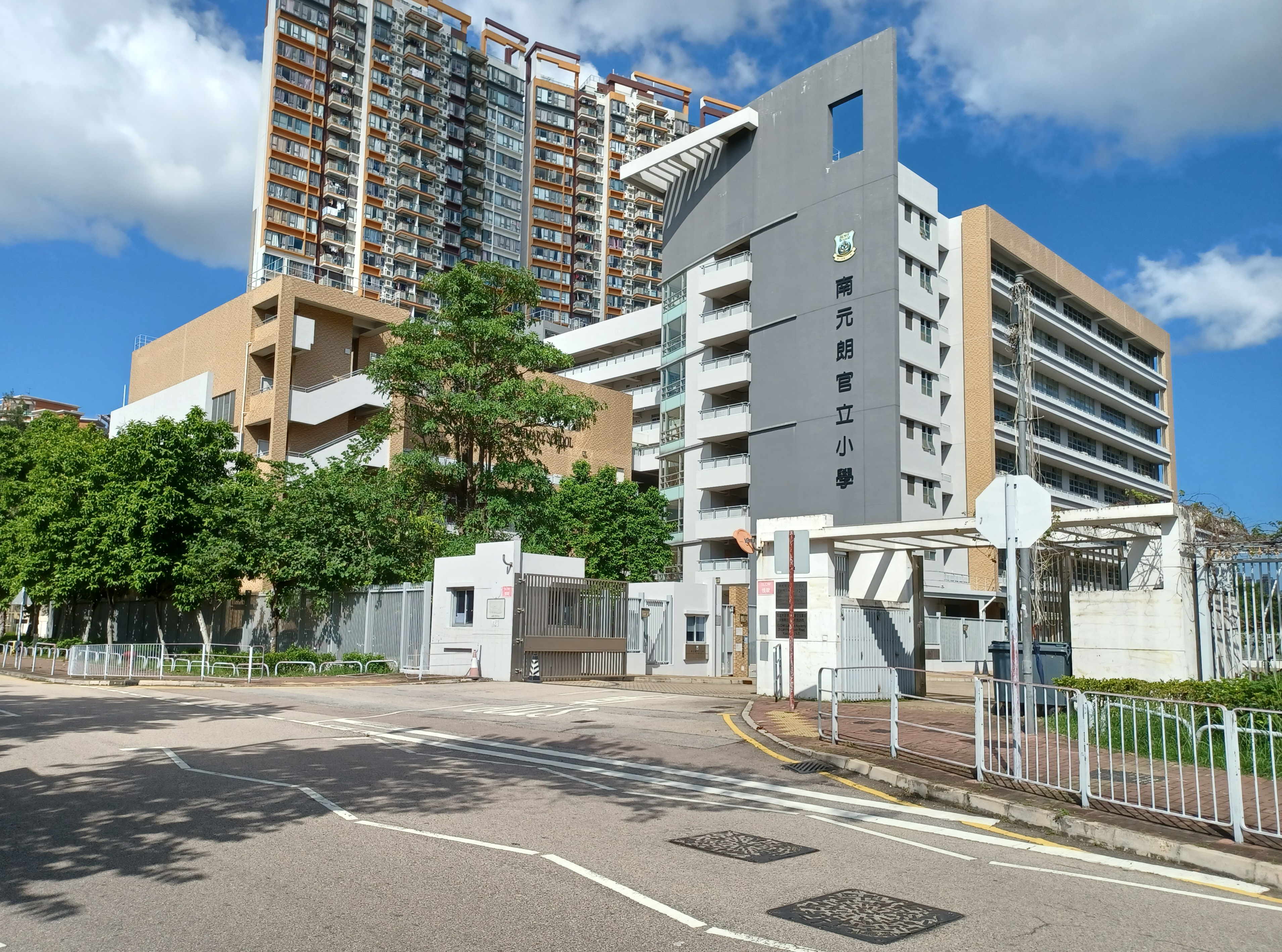
南元朗官立小學

### 醫療
1919年，元朗眾鄉紳捐款成立博愛醫院，自此肩負元朗區醫療樞紐的責任。
- 公營醫院
  - 博愛醫院
  - 天水圍醫院
- 公營診所
  - 天水圍健康院
  - 元朗賽馬會健康院
  - 元朗容鳳書健康院
  - 天水圍(天業路)社區健康中心

### 文康娛樂

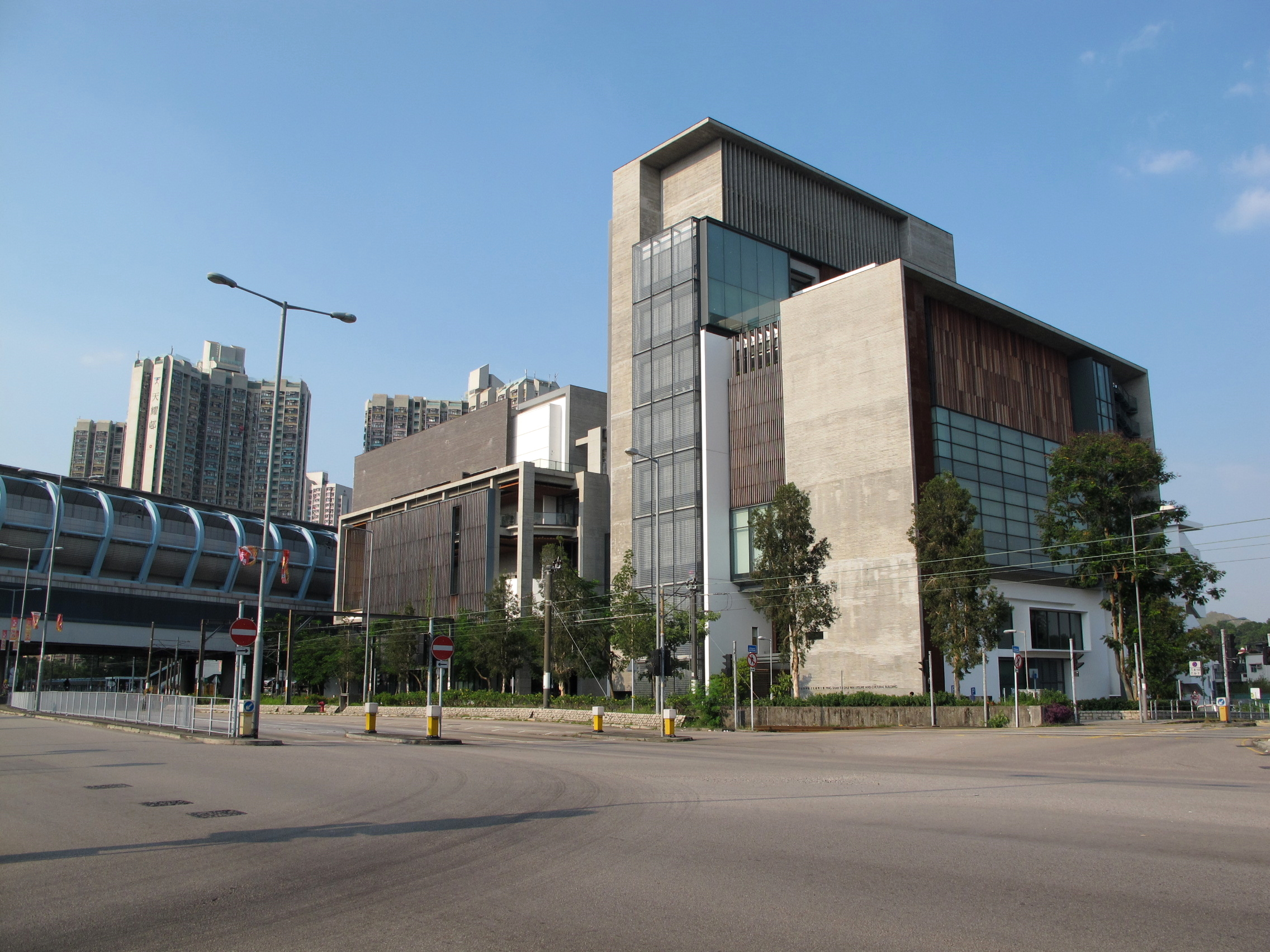
屏山天水圍文化康樂大樓

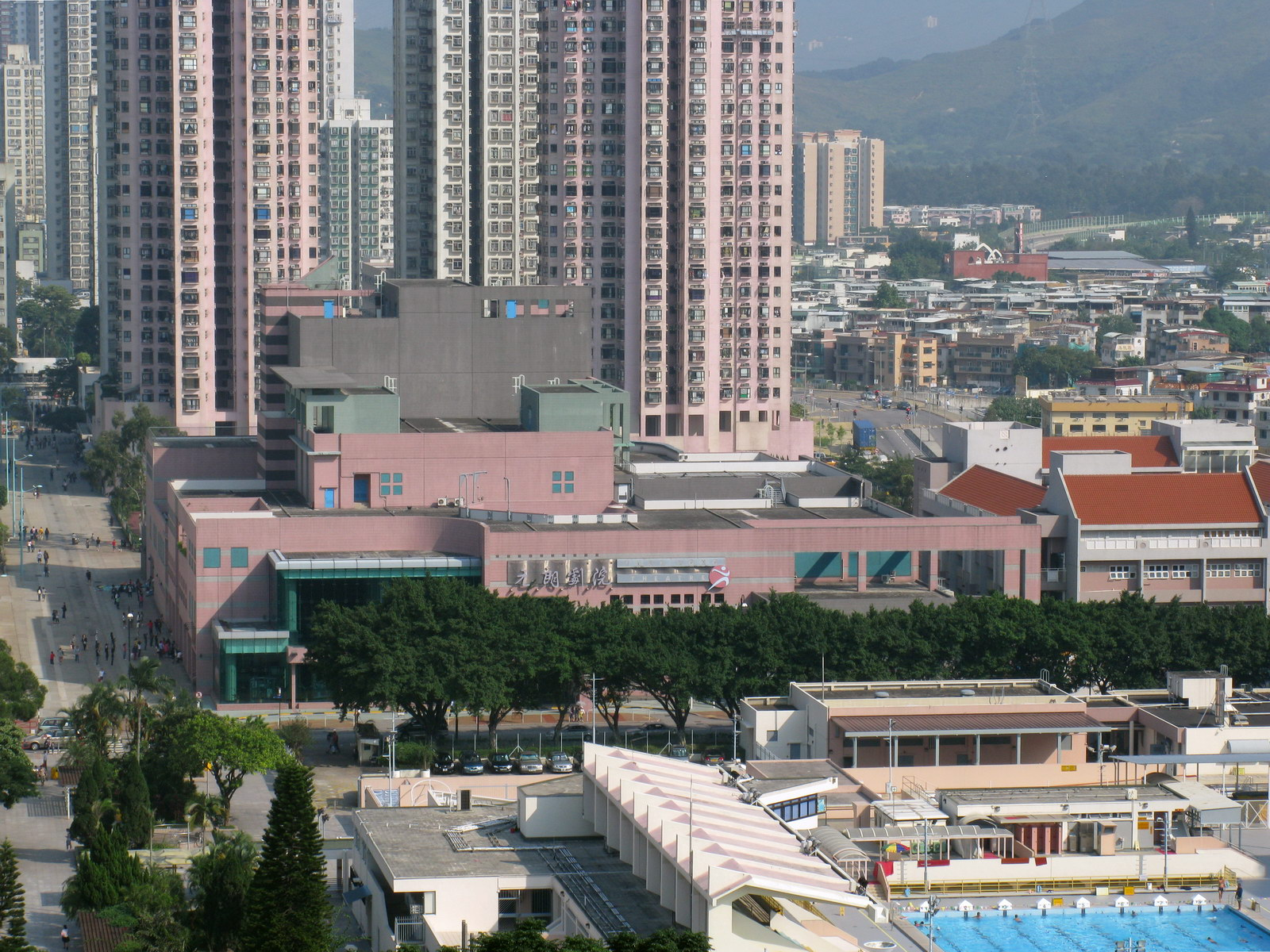
元朗劇院

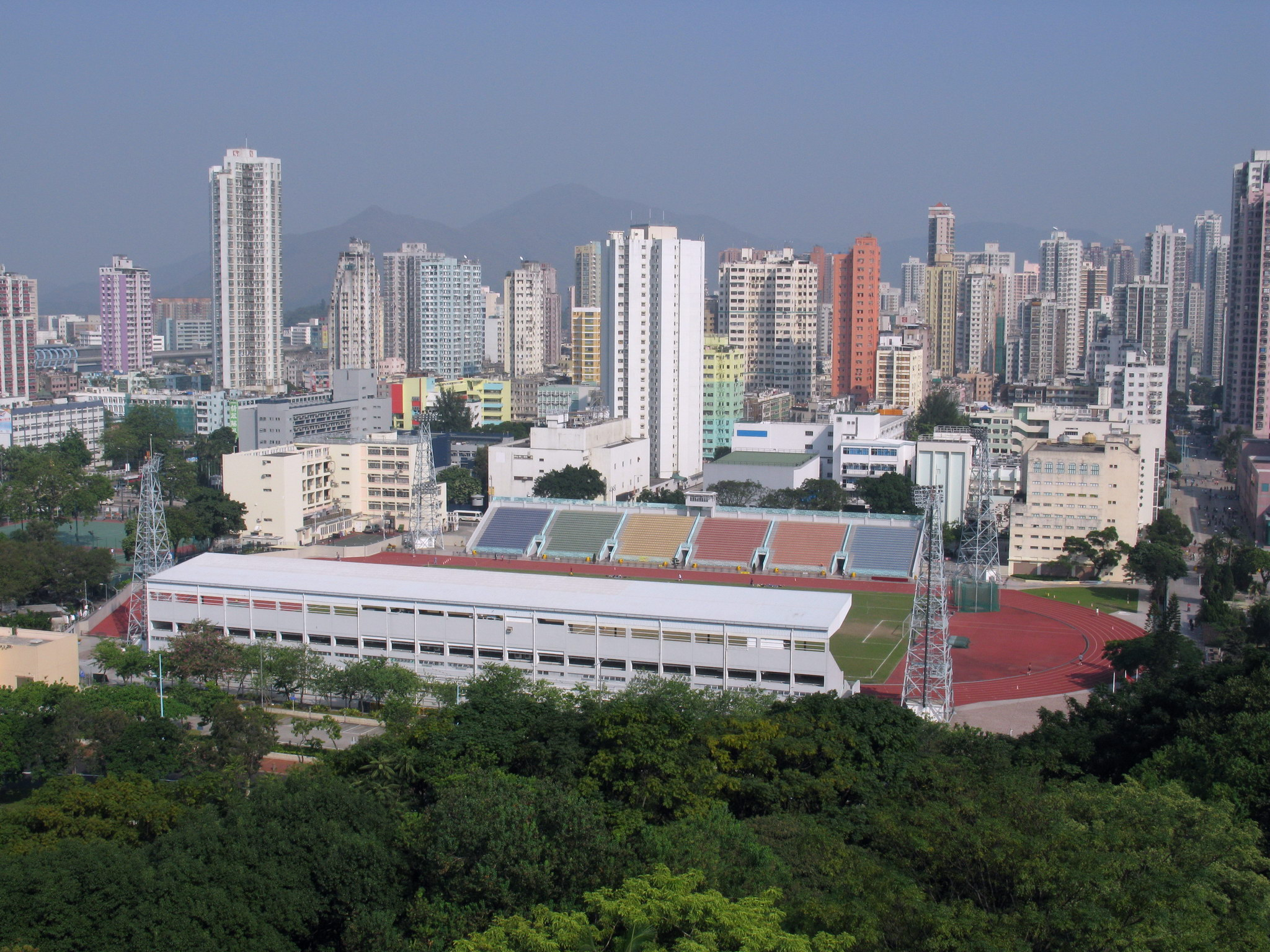
元朗大球場

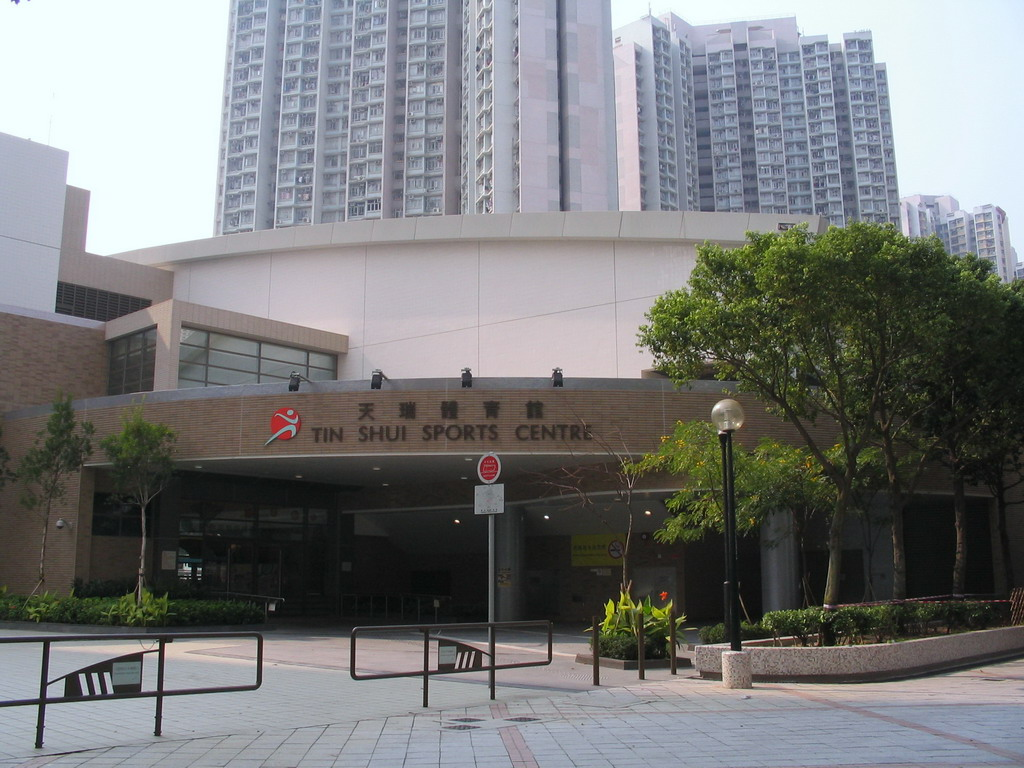
天瑞體育館

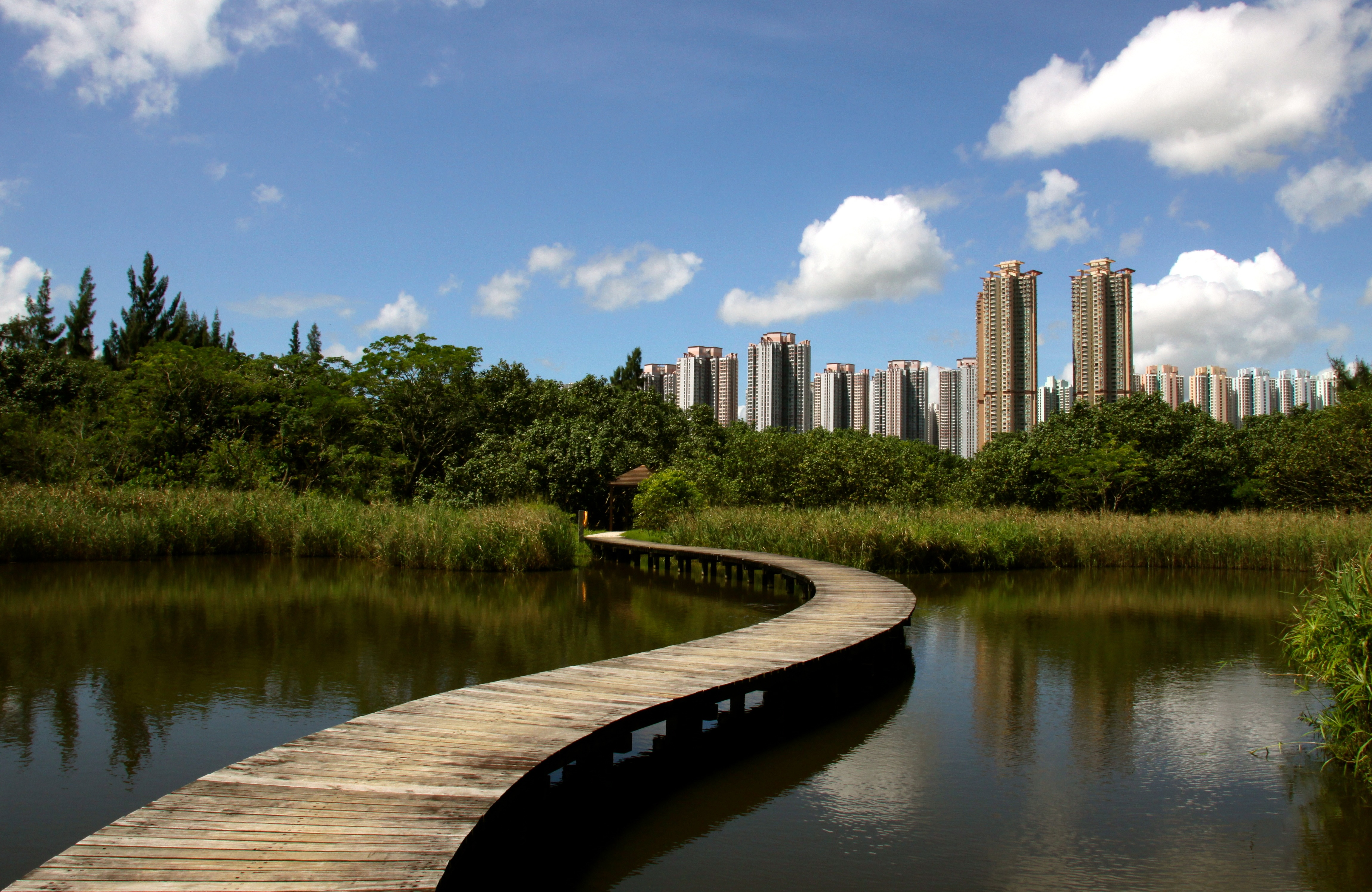
香港濕地公園

元朗區有三間公立圖書館，包括位於元朗文化康樂大樓內的元朗公共圖書館、天水圍站旁的屏山天水圍公共圖書館及天水圍天澤商場的天水圍北公共圖書館。其中屏山天水圍公共圖書館為香港公共圖書館系統中主要及全港第二大圖書館。除此之外，部分地區（如天水圍及各鄉村）設有流動圖書館的服務，由流動圖書車前往該些地區提供限時的借閱及歸還服務。
體育方面，1958年一班熱愛體育運動的元朗區人士合力成立「元朗區體育會」，旨在推動地區體育活動。元朗區體育會成立初期，得到熱心的地區人士支持，建成元朗大球場，並於1973年籌建體育館大廈。此外元朗區設有的體育設施，還包括游泳池、體育館、壁球場及各類田徑設施。以下為元朗文康體育設施列表：
| - 屏山天水圍公共圖書館 - 元朗公共圖書館 - 天水圍北公共圖書館 - 元朗劇院 - 聿修堂 - 元朗大會堂 - 元朗東社區會堂 - 天耀社區中心 - 天瑞社區中心 - 天晴社區會堂 | - 鳳琴街體育館 - 朗屏體育館 - 天水圍體育館 - 天瑞體育館 - 屏山天水圍體育館 - 天暉路體育館 - 元朗體育館 - 元朗體育會 - 元朗羅弼時爵士壁球場 - 大橋街市壁球場 - 元朗賽馬會壁球場 | - 元朗公園 - 天水圍公園 - 文天祥紀念公園 - 香港濕地公園 - 元朗大球場 - 天水圍運動場 - 天業路公園 - 元朗游泳池 - 天水圍游泳池 - 屏山天水圍游泳池 - 天水圍107區游泳池 |

### 軍用設施
- 石崗軍營
- 石崗機場

### 過境通道
- 落馬洲口岸
- 落馬洲支線口岸
- 深圳灣口岸（不屬於任何區分）

## 旅遊
元朗區內設有不少旅遊景點，其中南生圍的美景不僅吸引雀鳥，近年亦吸引不少市民，趁假日到來觀鳥拍照及野餐。而大棠於10月中至11月期間紅葉茂盛，別有一番風味，成為港人熱門拍攝勝地。

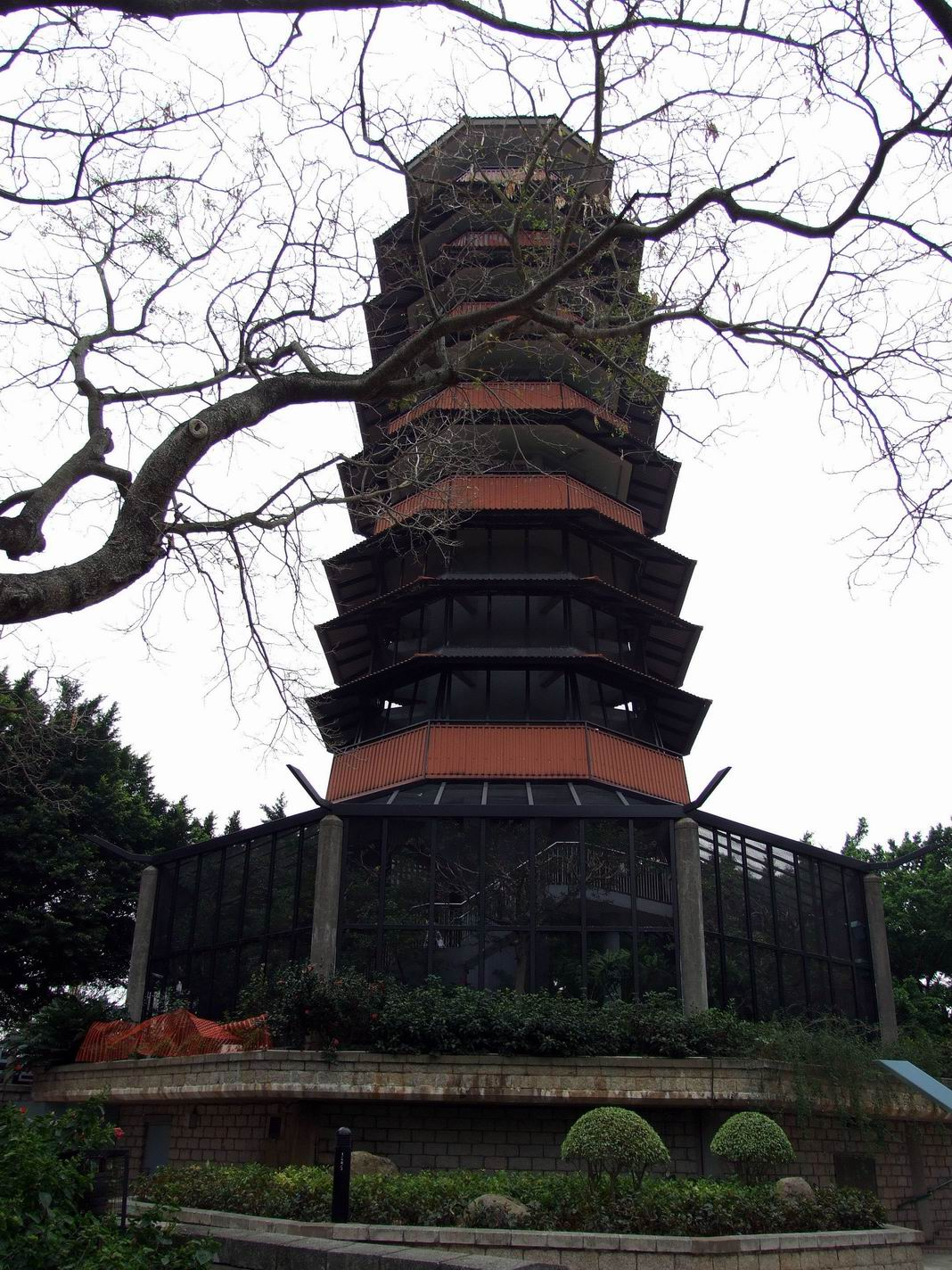
百鳥塔

- 元朗公園
  - 百鳥塔
- 天水圍公園
- 聚星樓
- 鄧氏宗祠
- 吉慶圍
- 屏山文物徑
- 流浮山
- 新田大夫第
- 南生圍
- 米埔濕地
- 香港濕地公園
- 大棠荔枝山莊

## 特產

### 元朗老婆餅
元朗某餅家做出的老婆餅風味獨特，在香港市場上獨佔鰲頭。以往元朗的交通未有高速公路和鐵路時，市區的居民去元朗要兩小時車程，去元朗旅行的最佳手信就是老婆餅，現時元朗都變成市區了，而該餅家在香港各區已設有多家連鎖店。

### 元朗烏頭
在二十年代，深灣一帶之村民在海邊築基壆，用以抗拒潮水，這些被基壆圍繞之範圍稱為「基圍」，亦是魚塘的前身。三十年代，山貝村附近的鄉民開始建造魚塘，並利用雨水來沖淡塘中土壤所含之鹽份，使塘水適宜飼養各種魚類。數十年來，后海灣是香港食用淡水魚的主要來源地，直至八十年代，養漁業仍是不斷的發展；本地淡水魚當中，元朗烏頭約占了40~50%。最高峰時每天出產兩萬條烏頭魚。
烏頭魚主要產於鹹淡水交匯處，元朗傳統養魚業是每年在海邊捕捉野生烏頭稚魚，然後放在魚塘飼養，但是現在本地海域野生的烏頭魚苗愈來愈少，很多都是來自內地和臺灣的了，不過元朗養值的烏頭仍然能保持肥美，背部有一片甘香可口的黃油。

### 元朗絲苗
元朗昔日是一片平原，加上遍地魚塘，土地特別肥沃，種出來的絲苗，質素冠絕全港。錦田一帶更是南中國盛產稻米的地區，放眼盡是水稻田。內銷之餘，港產稻米也出口，「元朗絲苗」象徵本地米的輝煌歲月。據講元朗絲苗特點是較細粒及幼身，入口特別軟滑。不過，到60年代後期，部份種米維生的原居民移民外地，老一輩無力再耕種，年輕一輩又不願種田，元朗絲苗成為絕響。
元朗絲苗已在港消失40多年，不過，元朗塱原部份耕地近年再次嘗試種植稻米，農作物收成漸見規模及成熟。打著「本地米」的招牌，重現的元朗絲苗年產量不足兩噸，十分搶手。

### 流浮山生蠔

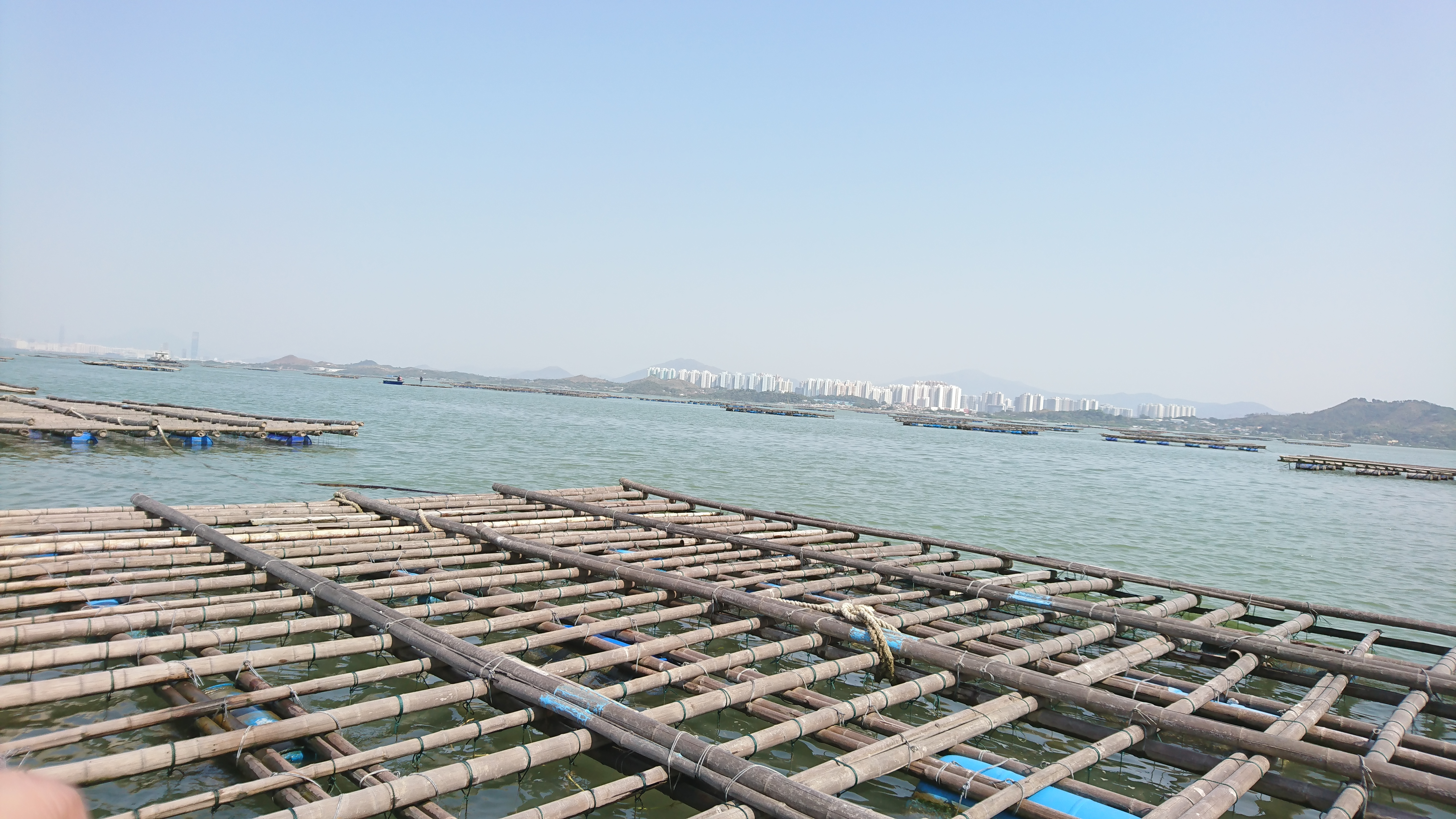
流浮山蠔排

流浮山位於元朗西，近海之邊緣，因水流近珠江口，位於鹹淡水交界，因而流浮山一帶之海面，適宜蠔隻生長，所以流浮山居民一向多以養蠔為業，至少有二百年歷史。
自六十年代初，政府發展土地，自此流浮山交通方便，當時蠔業仍在興旺時，每年秋涼八九月開始，是蠔業收成季節，假日時，便有很多市民往新界旅行，沿路更可欣賞農村風光，七八十年代為流浮山全盛時期，酒家越開越多，當時生產的蠔，的確肥美可口。
由於只有在深海撈取的蠔才可以生吃，而流浮山蠔是在淺水處放置蠔排去養植的，水質始終不太清潔，所以，在流浮山一帶海鮮酒家吃到的蠔，全部均會煮熟才上菜的，名為生蠔，是因為它有別於曬乾的蠔豉。
隨著經濟發展，流浮山的蠔田已成為香港歷史，因為嚴重的海水污染和天水圍市區在1991至94年間之發展已導致流浮山不能再產蠔，現時在附近一帶海鮮酒家吃到的蠔都是由國內出產的。

## 經濟發展

### 商業
元朗區的商業區以元朗市中心最旺盛。由於鄰近元朗新墟，故發展得最早更最發達。另外錦田、洪水橋等地都有一些小規模的墟市。

### 工業
元朗區的工業區主要位於元朗新市鎮的北面，橫洲的元朗創新園是全港第二個工業園，另外還有舊墟西面的東頭工業區。

## 體育
1958年，一班熱愛體育運動的元朗區人士合力成立「元朗區體育會」，旨在推動地區體育活動。元朗區體育會成立初期，得到熱心的地區人士支持，建成元朗大球場，並於1973年籌建體育館大廈。此外，元朗區設有的體育設施，還包括游泳池、體育館、壁球場及各類田徑設施。

### 足球
天水圍飛馬

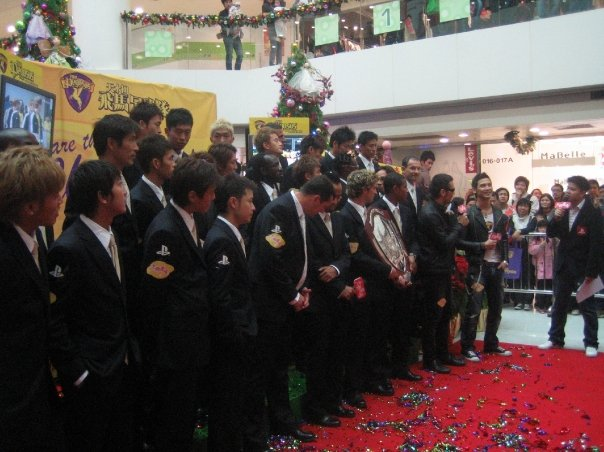
天水圍飛馬於元朗廣場舉行首奪銀牌祝捷會

天水圍飛馬（英文：TSW Pegasus FC）是於2008年由元朗區的熱心人士籌組的足球隊。飛馬在2008-09年度球季，得以首次於高級組銀牌中晉級決賽，於決賽更以3－0擊敗康宏晨曦，奪得球會史上首項錦標。2009－10年度，飛馬於參賽次季除獲得聯賽亞軍外，於足總盃決賽中，憑著李康廉及伊達各建一功，以2－1擊敗公民，奪得冠軍，並且取得來季參與亞洲足協盃的參賽資格。球隊2012-13年度球季改名稱為太陽飛馬，一度於2013-2019年間南下巿區，先後把主場遷至旺角大球場和香港大球場，2020年回復原名遷回天水圍，球隊以元朗大球場和天水圍運動場為其主場。在2020-21年度球季結束後自行降班至丙級聯賽。
元朗足球會
元朗足球會（英文：Yuen Long Football Club）是代表元朗區的足球會，前身為元朗區體育會旗下足球隊，成立於1958年。元朗在1960-61年度球季，獲得香港乙組足球聯賽亞軍，得以首次升上甲組聯賽角逐。升班後的第二個球季，即1962-63年球季，元朗便奪得球隊史上首項重要錦標——香港甲組足球聯賽冠軍。1967-68年度球季，元朗殺入高級銀牌決賽，並以2:0擊敗東昇，奪得球隊歷來首項甲組盃賽錦標。元朗足球會在2012–13年度乙組聯賽贏得聯賽冠軍後，再次晉升甲組，球隊以元朗大球場為其主場。

### 人造沙灘多用途球場
2014年10月，首個人造沙灘多用途球場位於天業路開幕，球場佔地逾2700平方米，可作沙灘排球場及手球場，並設有觀眾席及淋浴間等設施，逢星期一、三、五及日會預留作排球場，星期二、四及六會成為手球場，逢星期三及日會作場地保養。

## 交通

### 港鐵
- █  屯馬綫： 天水圍站、朗屏站、元朗站、錦上路站
- █  東鐵綫：落馬洲站
- █  輕鐵：輕鐵第5收費區、輕鐵第4收費區、輕鐵第5A收費區

輕鐵於此區共有25個車站，有8條路線行駛或行經元朗，當中天水圍站及元朗站可轉乘屯馬綫。
- █  北環綫：錦上路站（預計2034年啟用）

香港鐵路有限公司營運的輕鐵是一條輕軌鐵路，全長31.75公里，自1988年起服務元朗及屯門兩區。12條路線中有8條途徑元朗區，其中705、706服務天水圍新市鎮，761P行走元朗至天水圍新市鎮，610、614及615行走元朗新市鎮至屯門區，751行走天水圍新市鎮至屯門區。1條只在部分時間服務的短途路線（751P）則在天水圍新市鎮服務。元朗區共有25個輕鐵站，其中天水圍站及元朗站可讓乘客轉乘港鐵。
同為香港鐵路有限公司營運的港鐵屯馬綫於2003年12月20日通車（前稱九廣西鐵及在2007年12月2日前由九廣鐵路公司營運），其車廠八鄉維修中心設於八鄉。港鐵在元朗區共有4個站，增設1站，分別為洪水橋站、天水圍站、朗屏站、元朗站和錦上路站。現在，乘搭港鐵往返元朗區和九龍美孚站只需約20分鐘。
而落馬洲支線亦已於2007年8月15日啟用，其新建的過境車站落馬洲站及落馬洲支線管制站亦是位於元朗區，但與之連接的東鐵綫並不能到達本區市中心。

### 道路
元朗區過去主要依靠青山公路、屯門公路、大欖隧道及環迴公路（即現在的9號幹線，元朗區內有元朗公路及新田公路）連接香港其他地區。因此，一般其他地區發生交通事故，元朗區的對外交通亦同時受到影響。不過，自從香港3號幹線於1998年上半年啟用後，元朗區對外交通已大為改善。元朗區也是三條主要公路（青朗公路、元朗公路及新田公路）的交匯處。
幹線道路
- 3號幹線：大欖隧道、青朗公路
- 9號幹線：粉嶺公路、新田公路、元朗公路
- 10號幹線：港深西部公路、深圳灣公路大橋

| 市區道路 - 青山公路 (洪水橋段部份路段至洲頭段) - 鳳翔路 - 鳳麒路 - 鳳攸南街 - 元龍街 - 鳯攸東街 - 馬田路 - 鳳攸北街 - 牡丹街 - 紅棉圍 - 安寧路 - 教育路 - 元朗體育路 - 十八鄉路 - 元朗安樂路 - 朗天路 - 天慈路 - 天湖路 - 天河路 - 濕地公園路 - 天影路 - 天瑞路 - 天耀路 - 天華路 - 天福路 - 洪天路 - 錦綉大道 - 大棠路 | 郊區道路 - 荃錦公路 - 流浮山道 - 深灣路 - 大棠山路 - 錦上路 - 錦泰路 - 錦壆路 - 白沙山路 - 粉錦公路 - 林錦公路 - 僑興路 - 公庵路 - 壆圍西路 |

### 巴士
巴士服務方面，元朗區有多條巴士線往來香港各區。區內的服務主要由香港鐵路有限公司的接駁巴士提供，連接區外的巴士線則由九龍巴士、城巴和新大嶼山巴士營運。接駁巴士雖然名義上以接駁用途為主，但實際亦是不少居民的主要交通工具。
巴士
專線小巴
公共小巴
- 元朗往返屯門（置樂花園）
- 佐敦道
- 上水（經青山公路）
- 上水（經粉錦公路）
- 上村（經錦田公路）
- 上村（經錦上路）
- 大棠
- 大埔
- 荃灣
- 落馬洲往返觀塘。

### 未來
港鐵
- █  屯馬綫：洪水橋站（規劃中）（2024年動工，2030年啟用）
- █  北環綫：錦上路站（規劃中）（預計最快2034年啟用）

## 宗教
區内有元朗聖伯多祿聖保祿堂、元朗錦光堂等宗教场所。實際上最多人使用的應為傳統廟宇。較有名的包括元朗南的大樹下天后廟、林錦公路旁的凌雲寺等。

## 未來發展
政府現正就元朗區多個地段進行的長遠發展研究，預計公私營房屋供應量總數超過13萬伙，其中元朗南新發展區料提供逾2.6萬個單位，最快2025年入伙。錦田南和八鄉一帶目前建議發展的14幅地皮，可提供近3.4萬伙住宅，最快2026年入伙。另外研究中的橫洲會有4,000伙，錦田北亦可以新增4,000伙，朗邊的公共房屋項目預計可提供7,500伙，若再加上剛展開檢討的南生圍土地用途，未來的住宅供應量將會更多。
政府亦開始進行元朗南新發展區的前期規劃工作，擬在元朗市明渠興建高架行人通道，貫通港鐵朗屏站與元朗安寧路、青山公路及教育路南端，天橋全長約540米，設有升降機及扶手電梯，以紓緩將來的人口壓力，料建造工程可於2022年底開展，並於2026年完工。
鄰近朗屏站的東頭工業區將會陸續轉型為中小型住宅區，其中宏業西街以西及德業街以北的工業用地，早年已改劃為住宅用途，多個住宅項目亦已上馬，包括嘉華及信置的朗屏站北項目，另外新地的德業街項目則會興建兩座共526伙中小型單位，而堡獅龍羅氏家族持有的宏業西街項目，將興建兩幢共276伙，項目毗鄰的居屋預留用地，則會興建一幢共229個單位。在已改劃地段內仍有多個由單一業主持有的商貿或工業大廈，申請發展住宅的潛力極高。
位於天水圍新市鎮發展區東北面的預留區已建成公共屋邨。其他配套設施，包括香港濕地公園已於2006年開幕，預留區已經有數間學校落成。政府亦因應社區以至香港規劃標準與準則需求，該處的康樂設施已逐步落成。
更大型的供應座落洪水橋。香港政府曾於1999年討論於洪水橋建具環保概念的新市鎮，不過由於收地的進度緩慢，加上當時樓市瞬息萬變，對住宅需求明顯減低，所以在2003年時原則上已擱置有關研究。直至2007年於施政報告再被提起，但實際能供應土地發展的時間已推遲到2024年之後，預期提供約6萬個單位，並增設屯馬綫洪水橋站服務當區。
長遠而言，一些地區如屏山、錦田及牛潭尾也有可能用作新市鎮的用途。

## 外部連結
- 元朗區議會
- 元朗區議會選區分界圖 （页面存档备份，存于） - 選舉管理委員會
- 元朗新市鎮 - 土木工程拓展署
- 天水圍新市鎮 - 土木工程拓展署
- 元朗網站 Yuen Long Special （页面存档备份，存于）
- 元朗遊記 The Incredible Journey of Yuen Long
- 盡在元朗 （页面存档备份，存于）

22°26′44″N 114°01′20″E / 22.44556°N 114.02222°E